# Parque de las Leyendas

El Parque de las Leyendas "Dr. Felipe Benavides Barreda" - Sede San Miguel es un zoológico ubicado en el distrito de San Miguel, en la ciudad de Lima, capital del Perú. Es administrado por la Municipalidad Metropolitana de Lima. Es el zoológico más influyente, grande y visitado en todo el país, tiene además zonas de recreación y diversión, museos, jardín botánico, entre otras instalaciones.

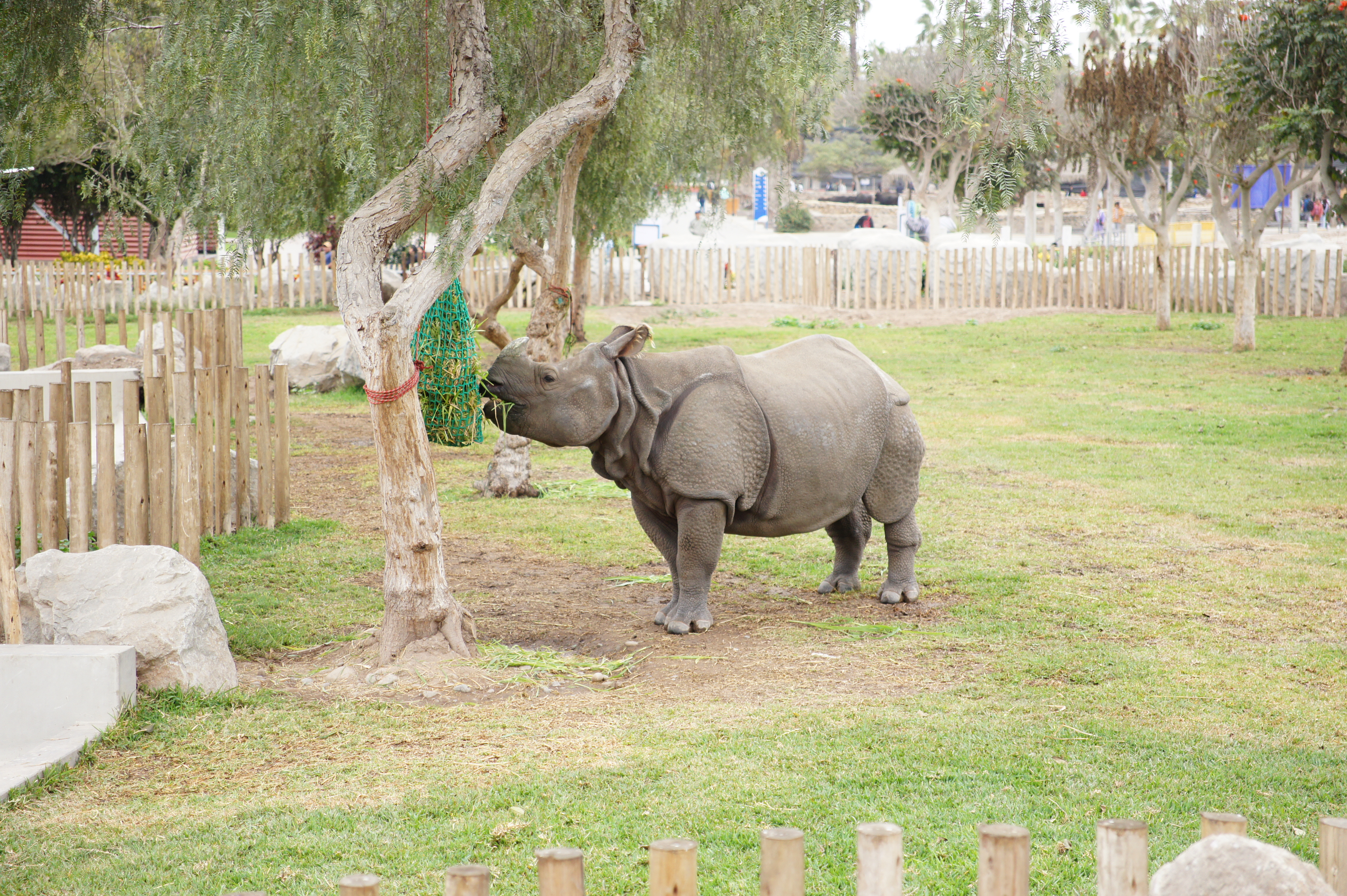
Rinoceronte, Valentina, de 3 años de edad, en el

La segunda sede, ubicada en el distrito de Ate Vitarte, se llama Parque de las Leyendas - Sede Huachipa, ya que este local era anteriormente llamado Parque Zoológico Huachipa, antes de pasar a la administración de la Municipalidad de Lima en el año 2023 durante la gestión de Rafael López-Aliaga.

## Historia - Sede San Miguel
El Parque de las Leyendas fue fundado el 20 de marzo de 1964 por el reconocido conservacionista limeño Felipe Benavides Barreda en la urbanización Pando en el distrito de San Miguel durante el gobierno de Fernando Belaúnde Terry. Con el nombre «Las Leyendas», aparentemente el uso popular hizo que cambiase el nombre a «De Las Leyendas» como es oficialmente conocido en la actualidad. El parque fue edificado por Ernesto Gastelumendi ese mismo año.
A finales de los años 70, un zoológico que existía en el distrito de Barranco con alrededor de 400 animales fue cerrado definitivamente, y todos los animales que se encontraban alojados allí fueron trasladados hasta el Parque de las Leyendas. De entre esos animales destaca la aún con vida "Naylamp", una hembra de cocodrilo americano nacida en el año 1925, también se trasladó a Mery, un elefante asiático que llegó al Perú en 1957 con un circo, pero luego fue entregada al antiguo Zoológico de Barranco.

### Historia zoológica
- 1957: Mery, un elefante asiático, vino al Perú en un circo.
- 1963: Dos tortugas de las Galápagos, llamados Sansón y Job, fueron trasladados al zoológico de Barranco.
- 1964: El parque de las leyendas fue abierto por el 20 de marzo Felipe Benavides Barreda, durante el gobierno de Fernando Sergio Marcelo Marcos Belaúnde Terry.
- 1978: Nacen dos chimpancés en un circo llamado “Los hermanos Gasca”, fueron obligados a fumar para entretener al público, la hembra se llama Carla y el macho Max.
- 1979: El zoológico de Barranco trasladó todos los animales que se encontraban alojados allí al Parque de las Leyendas. Entre las especies se encontraba una hembra de cocodrilo americano llamada Naylamp, un elefante asiático llamado Mery y dos tortugas de las Galápagos llamadas Sansón y Job.
- 1988: Se rescata un lobo de mar macho de unos pocos meses llamado Pancho.
- 1988: Carla, una chimpancé, junto a su pareja Max, protagonizaban un acto donde el macho fumaba cigarros en el circo "Los hermanos Gasca", lo que motivó su rescate y posterior traslado a las instalaciones del parque en el  mes de agosto del mismo año.
- 1990: Peny, una jirafa de Rothschild macho, llega al Parque de las Leyendas procedente del zoológico del Parque Metropolitano de Santiago de Chile. Es probable que llegara junto a otro ejemplar, pero solo se tiene un noticiero como indicio de este hecho.
- 1991: Felipe Benavides Barreda, jefe del Parque de las Leyendas desde su inauguración, es destituido del Patronato por el Gobierno de Fujimori.
- 1993: Hay registro en video que demuestra la presencia de búfalos de agua desde ese mismo año o antes, en la zona selva.
- 1993: Tania llega junto a Igor, son una pareja de osos pardos europeos, luego de permanecer por muchos años en un circo ruso.
- 1999: En noviembre nace Isaac, un avestruz macho.
- 1999: Llega una leona llamada Elsa, con dos meses y cinco kilos.
- 2000: Nace una hembra de babuino hamadryas llamada Juanita.
- 2001: Nace Shack, una hembra de lobo de mar.
- 2002: Nace Pebbles, una hembra de lobo de mar.
- 2000: Llegó al parque Helga, un puma concolor hembra.
- 2003: Ingresó una pareja de cebras de Grevy llamadas John y Yoko, de procedencia desconocida.
- 2003: Un par de hipopótamos, llamados Pipo y Carlota, llegan al parque desde Cuba, ambos tenían 3 años de edad.
- 2003: Nace Isabel, una hembra de jaguar.
- 2003: Se decomisa una cría hembra de perezoso de dos dedos en Tingo María, y se trasladó al parque, allí se le nombró Pelusa.
- 2005: El 19 de abril fue inaugurado el acuario de lobos de mar.
- 2006: Nace un tapir amazónico.
- 2007: La administración del Patronato del Parque de Las Leyendas es transferido del Ministerio de la Mujer (Gobierno Central) a la Municipalidad Metropolitana de Lima.
- 2008: Nacieron dos cocodrilos de Tumbes en el norte del país llamados Martín y Nando, a los pocos meses fueron trasladados al zoológico
- 2009: El león Sultán llega al zoológico junto a una leona llamada Bonita, luego de ser rescatados de un circo en Chiclayo.
- 2009: Nace una hembra de lechuza común, llamada Minerva, que fue criada a mano.
- 2009: Nace Sol, una hembra de hipopótamo, cría de Pipo y Carlota.
- 2010: Se rescataron tres leones de otro circo en Chiclayo por la Administración Técnica Forestal (ATF) del Ministerio de Agricultura y entregados en calidad de custodia al Parque de las Leyendas.
- 2010: Nace Narek, un tigre de Bengala macho, el cual fue rechazado por su madre, Circe, que llegó decomisada de un circo, por lo que fue criado a mano.
- 2010: El 2 de octubre del 2010 se inauguró el felinario y la mayoría de félidos fueron trasladados allí.
- 2010: Se rescató un cachorro de lobo de mar varado en una playa de Chorrillos, su madre murió en redes de pescar.
- 2011: Nacen dos jaguares, crías de Daniela, una hembra anaranjada y Yara, un macho negro.
- 2011: Pancho, un lobo de mar macho, murió por atragantamiento de un objeto desconocido.

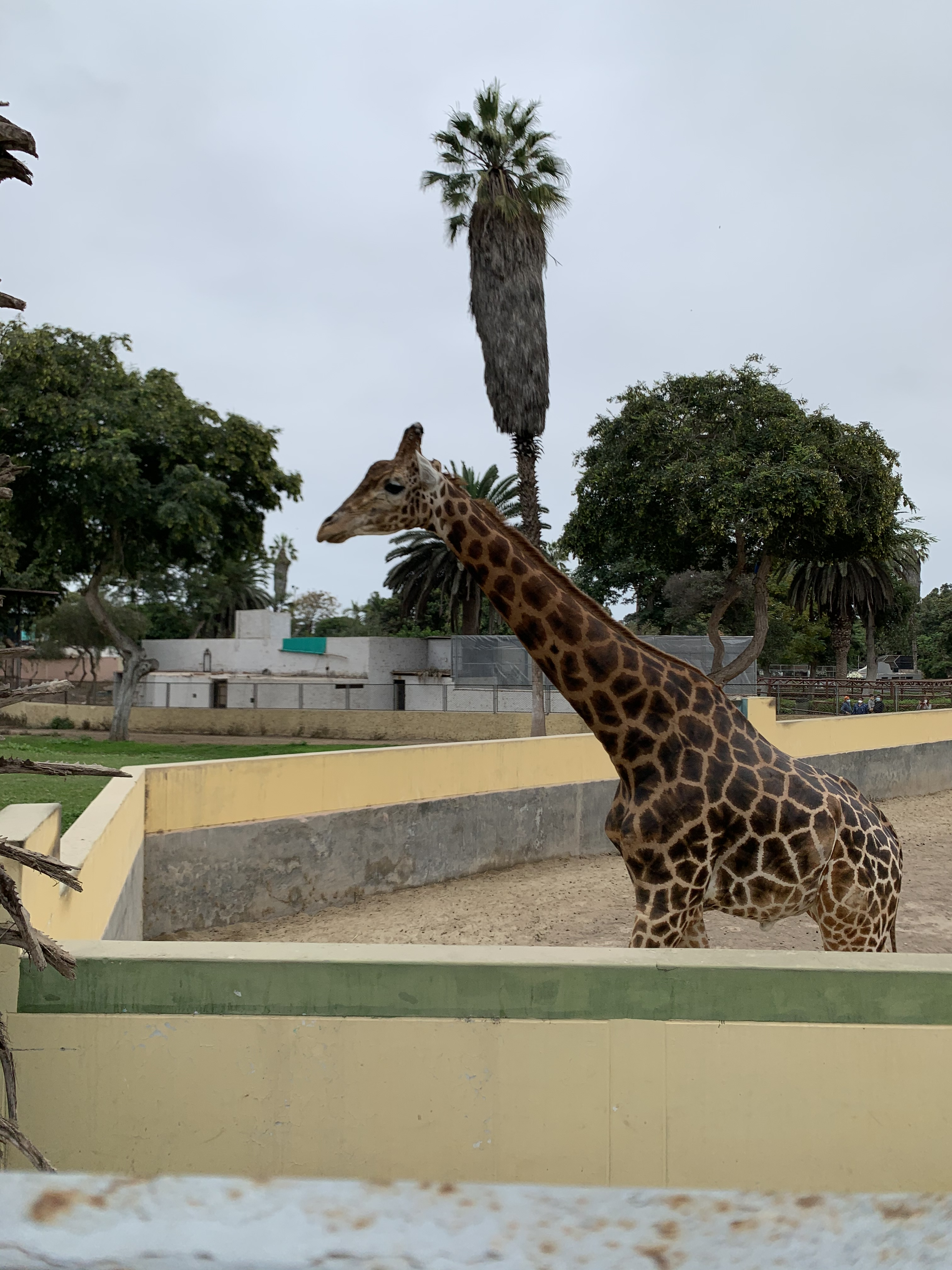
Domingo, la Jirafa Rothschild

- Domingo, la Jirafa Rothschild2012: Llega un ejemplar de jirafa reticulada el domingo 7 de julio, también desde el del zoológico del Parque Metropolitano de Santiago de Chile, con solo año y medio. Debido al día en el que llegó, se la bautizó como Domingo.
- 2012: Nació una tapir amazónica hembra llamada Bala.
- 2012: En agosto, nace una tigresa de Bengala llamada Naycha que fue rechazada por su madre, es la hermana menor de Narek.
- 2012: Nace Magaly, una cría de babuino hamadryas.
- 2012: Nacen dos hembras de jaguar negro llamadas Zamba y Canuta, su madre es Lucía.
- 2012: En noviembre nace Shira, una oncilla que fue separada de su madre por decisión del parque.
- 2012: Se rescata y traslada al parque de las leyendas una cría de jaguar macho llamado Oto.
- 2013: En mayo, Cayo y Pelusa tienen la primera cría de perezoso de dos dedos en el parque de las leyendas.
- 2014: Se traen tres hembras de avestruz, un macho (llamado Faraón) y una cría (llamada Carolina). Con su llegada, el parque llega a tener 6 ejemplares de esta especie.

- 2014: Los tres leones rescatados por la ATF fueron entregados a una ONG en Estados Unidos.
- 2014: Llegan dos parejas de canguros rojos al parque, llamados Yakko, Wakko, Sofía y Dot.
- 2015: Muere Igor, el oso pardo macho del parque.
- 2014: El 15 de febrero, fue presentada la primera cría de lobo de mar nacida en cautiverio tras 10 años en el zoológico y sus padres son Cady y BamBam.
- 2014: Muere Carla, la última ejemplar de chimpancé del Perú.
- 2015: Nace una cebra de Grevy, cría de Yoko y John, la cría se llama Rayita.
- 2015: La pareja de focas grises llamadas Nikolai (macho) y Luba (hembra) fueron traídas desde Letonia.
- 2015: Nace la primera cría de canguro rojo del parque, sus padres son Yakko y Dot.
- 2015: Se traslada a Kumar y Kael, dos tigres blancos hermanos nacidos en el Zoológico de Huachipa.
- 2015: Fueron donados tres crías de paiche, por la Facultad de Veterinaria de la Universidad de San Marcos, y se colocaron en el río de la zona selva.
- 2016: En enero nace una cebra de Grevy, cría de Yoko y John.
- 2016: En enero nace la segunda cría de canguro rojo del parque, sus padres fueron Wakko y Sofía.
- 2016: Nace Chiclayanita, una cría de león, sus padres son Sultán y Bonita, el nombre se le puso en honor al lugar de procedencia de sus padres.
- 2016: Llega Chumpi, un mono tocón, junto a su pareja.
- 2016: Nace Neko, una nutria gigante
- 2017: El parque acoge a cuatro armadillos andinos luego de que fueran rescatados de la feria artesanal “Deseos y Misterios” el 5 de enero, en el distrito de Jesús María. Vivían en pésimas condiciones, hacinados en cajas de madera, con poco alimento y con signos de deshidratación. Su rescate fue toda una operación conjunta entre el Ministerio Público, la Policía Nacional y el Servicio Nacional Forestal y de Fauna Silvestre (SERFOR). Actualmente se encuentran en el nocturnario.
- 2019: El 5 de julio, Naisha y Kumar, una tigresa anaranjada y un tigre blanco tuvieron tres crías, de las cuales una es blanca. Los nombres de las crías son Asiri, Rosita y Lima.
- 2019: En julio nacieron cuatro emús, crías de Juancho.
- 2020: En febrero llegó un mapache sudamericano llamado Rigby y fue colocado en un nuevo recinto en zona internacional.
- 2020: El 16 y 27 de marzo, una hembra de búfalo de agua alumbró a dos nuevos integrantes del parque.
- 2020: El 28 de marzo nació una vicuña en el hábitat llamado "Pampa Galeras", el nacimiento de esta cría fue de suma importancia, pues no se concretaba uno desde hacía más de 20 años.
- 2020: Se traslada a una pareja de babuinos hamadryas, sobrevivientes de los cinco que se hallaban en jaulas muy pequeñas, llamados Gerardo y Juanita a una gran zona adaptada a sus necesidades en la zona internacional. Estos son los únicos ejemplares en el Perú, la hembra nació en el 2000 y el macho en 1991.

- 2020: Se trasladaron desde Ucayali tres crías de puma, dos hembras y un macho, llamadas Ñusta, Wari e Inti, de dos meses de edad.
- 2020: Tres osos de anteojos, Maini, Ukuko y Ukumari, fueron rescatados y trasladados al parque.
- 2020: El 29 de septiembre llegan 12 pacaranas, luego de ser rescatados en Chanchamayo por SERFOR.
- 2020: En agosto nace una cría de venado andino. Sus padres tenían aproximadamente 4 años cuando lo tuvieron, los cuales llegaron en calidad de custodia y tras la difícil reproducción que se da en cautiverio, lograron tener a su cría de sexo macho.
- 2021: Muere Tania, la oso pardo hembra del parque.
- 2021: El 29 de enero llegaron cinco suricatos, los primeras en el Perú, cuatro son hembras y uno es macho.
- 2021: El 25 de febrero se rescató un albatros de las Galápagos encontrado en el distrito de Chorrillos.
- 2021: El 16 de marzo se recibieron dos parejas juveniles de capibaras desde Iquitos.
- 2021: Nace una cría de mono tocón.
- 2021: El 10 y 16 de septiembre nacen dos crías del emú Juancho.
- 2021: En diciembre se obtuvieron dos leopardos africanos del zoológico de León, de México, y fueron exhibidos el martes 11 de enero de 2022
- 2022: El Parque de las Leyendas recibió a dos nuevos jaguares llamados Niiwáu e Íhjyuwába de 11 meses de edad en febrero, fueron traídos desde un centro de cría en Iquitos.
- 2022: En junio nace una cría de búfalo de agua, aumentando la población del parque a 21 ejemplares.
- 2022: Una pareja de leones blancos de 11 meses, llamados Kimba y Samara, llegan desde México, también del zoológico de León. Son la segunda pareja de leones blancos en el Perú, pues en la sede Huachipa, llegó la primera pareja en 2018, provenientes del mismo zoológico mexicano.

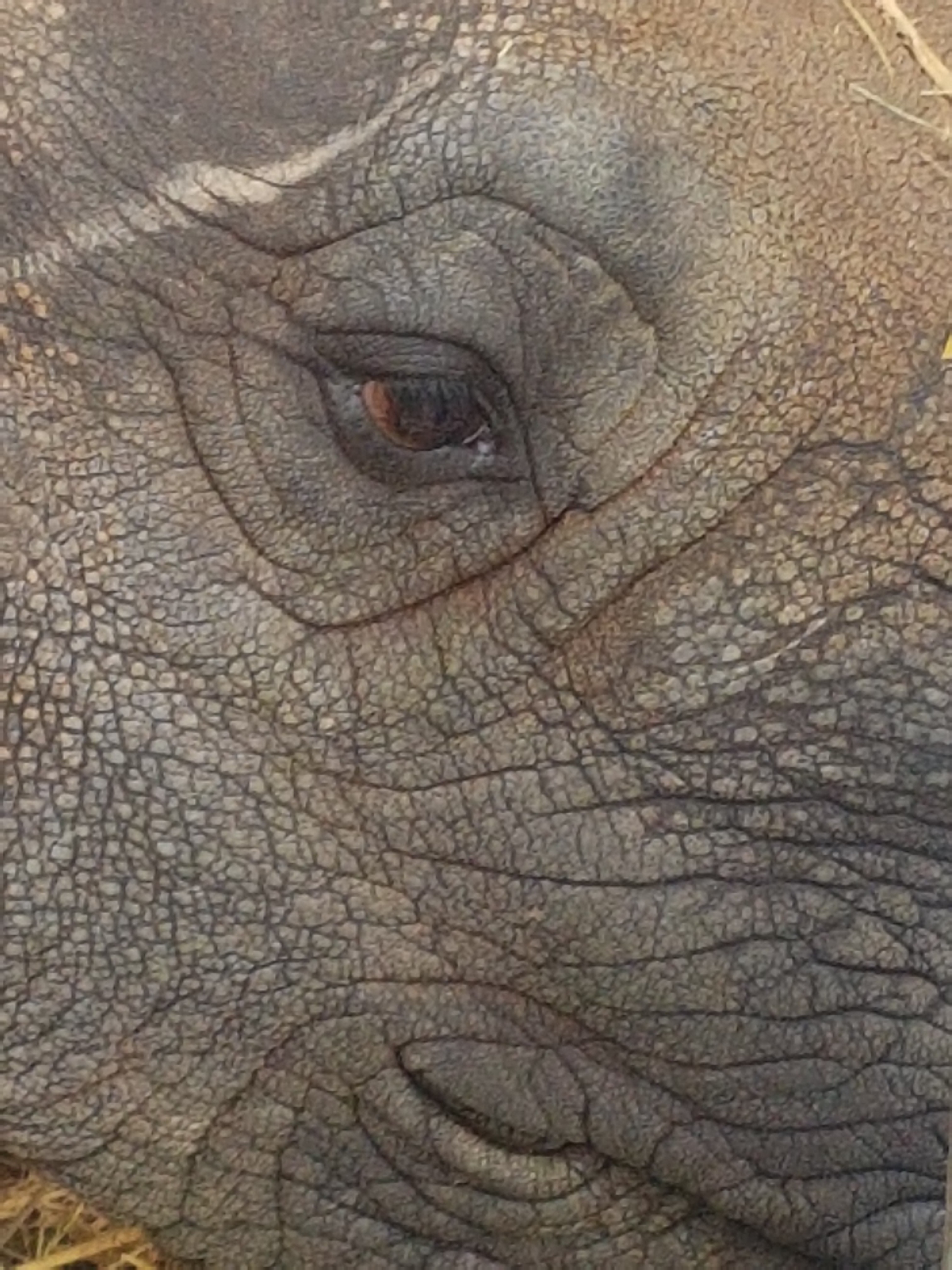
Ojo y boca de Valentina, un rinoceronte indio

- Ojo y boca de Valentina, un rinoceronte indio2022: En octubre nacen cuatro crías del emú Juancho.
- 2022: Sansón, la tortuga de las Galápagos, muere a los 150 años de edad en octubre de 2022, nació en 1872.
- 2022: El 5 de diciembre nace Inti, un tapir amazónico cría de Rubén.
- 2023: En febrero nace Cumsi, un mono tocón cría de Chumpi.
- 2023: En marzo nace Gabo, cría de las nutrias gigantes Hadami y Arirai
- 2023: El Patronato del Parque de las Leyendas obtiene la administración del Zoológico de Huachipa.
- 2023: Llega un rinoceronte indio hembra el 6 de noviembre, con 3 años de edad.
- 2024: La hembra de rinoceronte indio es exhibida de forma pública luego de pasar por cuarentena.Melman - Parque de las Leyenas, Zona international

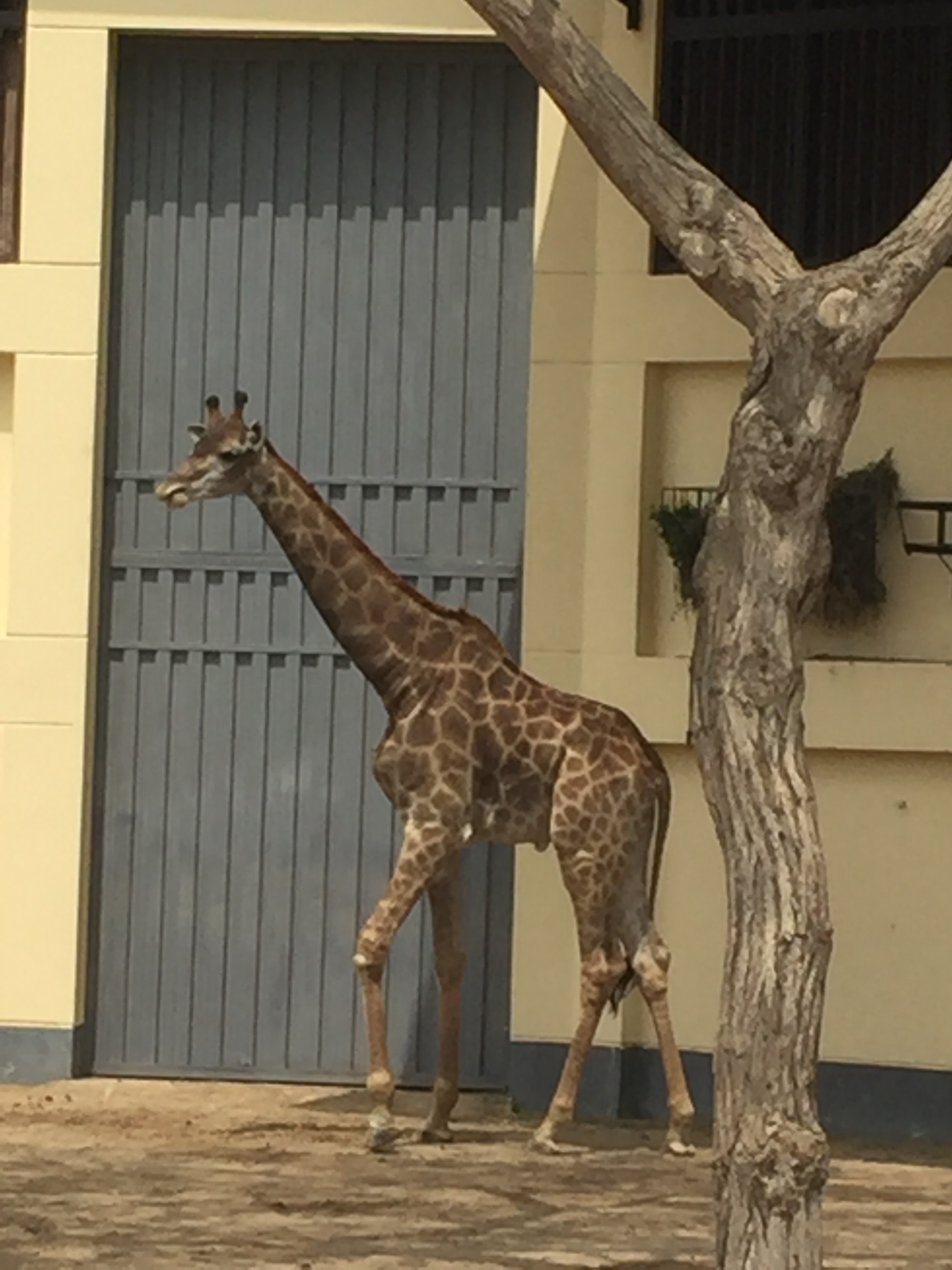
Melman - Parque de las Leyenas, Zona international

- 2024: Desde el Buin Zoo de Chile, llega una jirafa de 2 años 7 meses de edad para acompañar a Domingo. El ejemplar originalmente fue nombrado como Benito, pero en Perú se le cambió el nombre a Melman, en homenaje a la jirafa de la película "Madagascar".
- 2025: Muere Vendaval, un caballo peruano de paso que vivía en la caballeriza de la Zona Costa y era parte de los espectáculos del parque. Tenía 23 años.

### Procedencia del nombre
El nombre proviene de los años 1990, las leyendas incas y pre-incas que fueron ilustradas por Sabino Springett y colocadas en unos muros en la entrada, las cuales fueron retiradas alrededor del 2008; actualmente se conservan solamente los textos en el conocido atractivo "Patio de Leyendas" dentro del Parque Cultural.

### Administración
El parque, específicamente el Patronato (PATPAL), estuvo durante varios años bajo la administración del gobierno central (inicialmente a través del PARNAZ y SERPAR, luego por el Ministerio de Vivienda, Presidencia y finalmente en el Ministerio de la Mujer y Desarrollo Social), pero a fines de la década del 2000, la ley N.º 28998 de 2007 otorgó la administración del Parque de las Leyendas a la Municipalidad Metropolitana de Lima.
En 2023, el Patronato del Parque de las Leyendas obtiene el control y administración del Parque Ecológico Zoológico de Huachipa, ubicado en el distrito de Ate.

## Mapa - Sede San Miguel
| - 1. Venado cola blanca peruano - 2. Venado cola blanca peruano - 3. Flamenco austral - 4. Pingüino de Humboldt y Pelícano peruano - 5. Cocodrilo de Tumbes - 6. Cocodrilo de Tumbes - 7. Acuario - 8. Pingüino de Humboldt - 9. Lobo de mar sudamericano - 10. Lobo de mar sudamericano - 11. Foca gris - 12. Aves guaneras - 13. Villa Carmelo - 14. Laberinto infantil - 15. Zona viva - 16. Venado cola blanca peruano - 17. Puma - 18. Cóndor - 19. Águila mora - 20. Daptrius megalopterus | - 21. Caimán blanco - 22. Pato criollo - 23. Ganso andino - 24. Vicuña - 25. Alpaca y Llama - 26. Vicuña - 27. Llama - 28. Vicuña - 29. Mina modelo - 30. Vizcacha - 31. Zorro culpeo - 32. Gato de los pajonales del norte - 33. Alpaca - 34. Alpaca - 35. Venado andino - 36. Gavilán mixto - 37. Aguilucho común - 38. Margay - 39. Tigrillo - 40. Ocelote |

## Exhibiciones - Sede San Miguel
Las exhibiciones están divididas en: Arqueología, Botánica, Zoología. 

### Arqueología
- El Parque alberga 54 restos arqueológicos entre monumentos, templos, murallas, caminos, canales empedrados, etc.
- Destacan las huacas: Tres Palos, La Cruz, San Miguel y La Palma; esta última decorada con frisos representando al ave piquero y cruces escalonadas. Todos estos monumentos forman parte de un gran centro urbano prehispánico, que posee una secuencia de ocupaciones desde hace más de 2000 años.
- Mina modelo: Un gran espacio en donde se puede apreciar una imitación de una mina, con una tienda de suvenires, una torre de extracción y una exposición de minerales y sus usos, junto a varias maquetas grandes de minas.

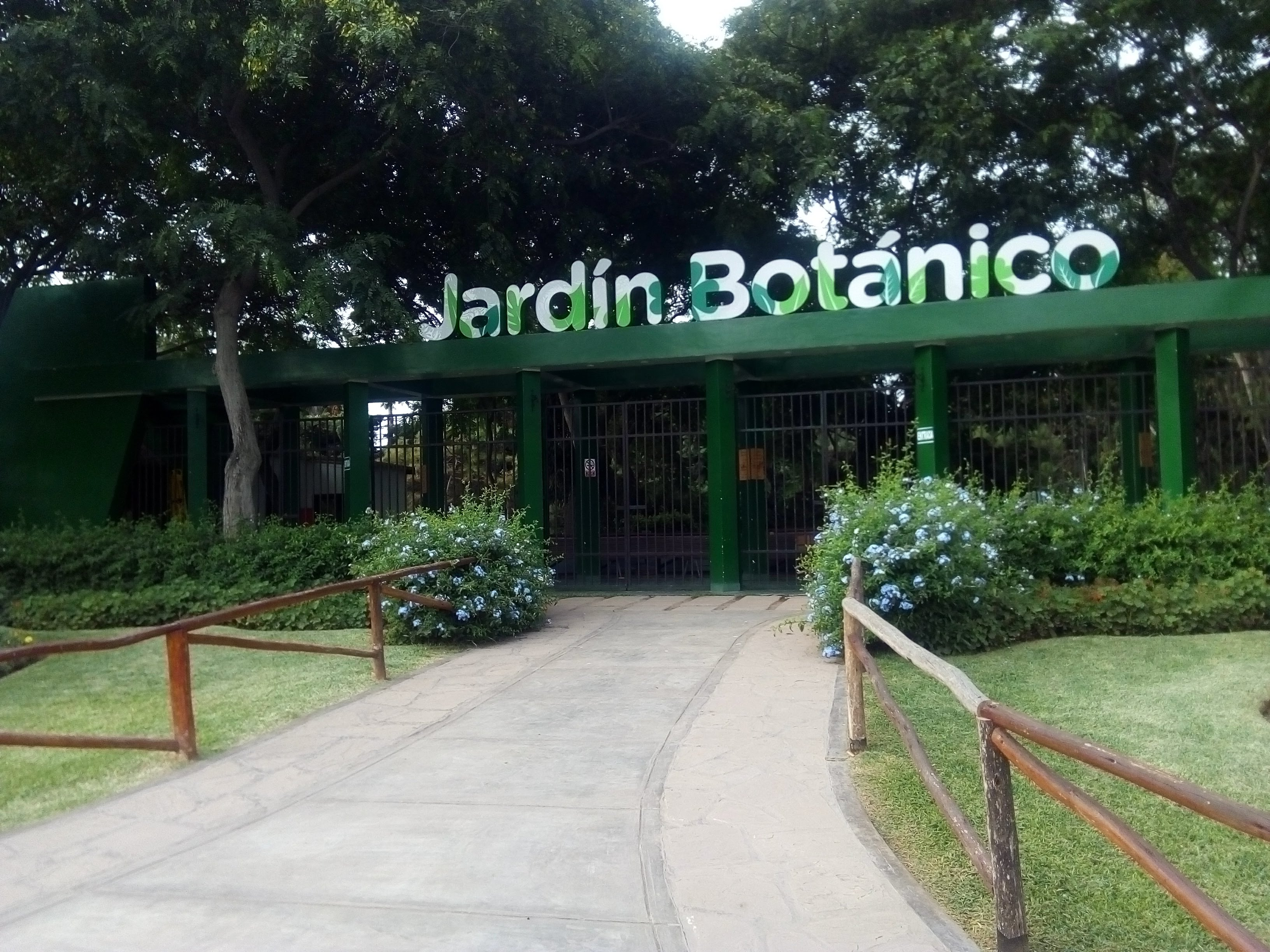
Jardín Botánico del Parque de las Leyendas

### Botánica
- El Jardín Botánico fue inaugurado el 15 de junio de 2012 y su implementación fue realizada con el apoyo de la Federación de Clubes de Jardines Flor Perú. Dentro se puede encontrar el Jardín de Helechos, Jardín de Bromelias, Jardín de Plantas Vulnerables (dedicado exclusivamente a la conservación de especies que se hallan en alguna categoría de conservación).
- Tiene a cargo el Cactario con 710 ejemplares que corresponden a 15 géneros y 21 especies de diferentes localidades de la ciudad de Lima.

- Colección de Coníferas: Se puede apreciar ejemplares de Asia, África, América, Europa y Australia, muy bien adaptados al clima y suelo de la ciudad de Lima.

- Colección de Agaves: Se aprecian más de 100 ejemplares de agaves, agrupados en 35 especies.

### Zoología

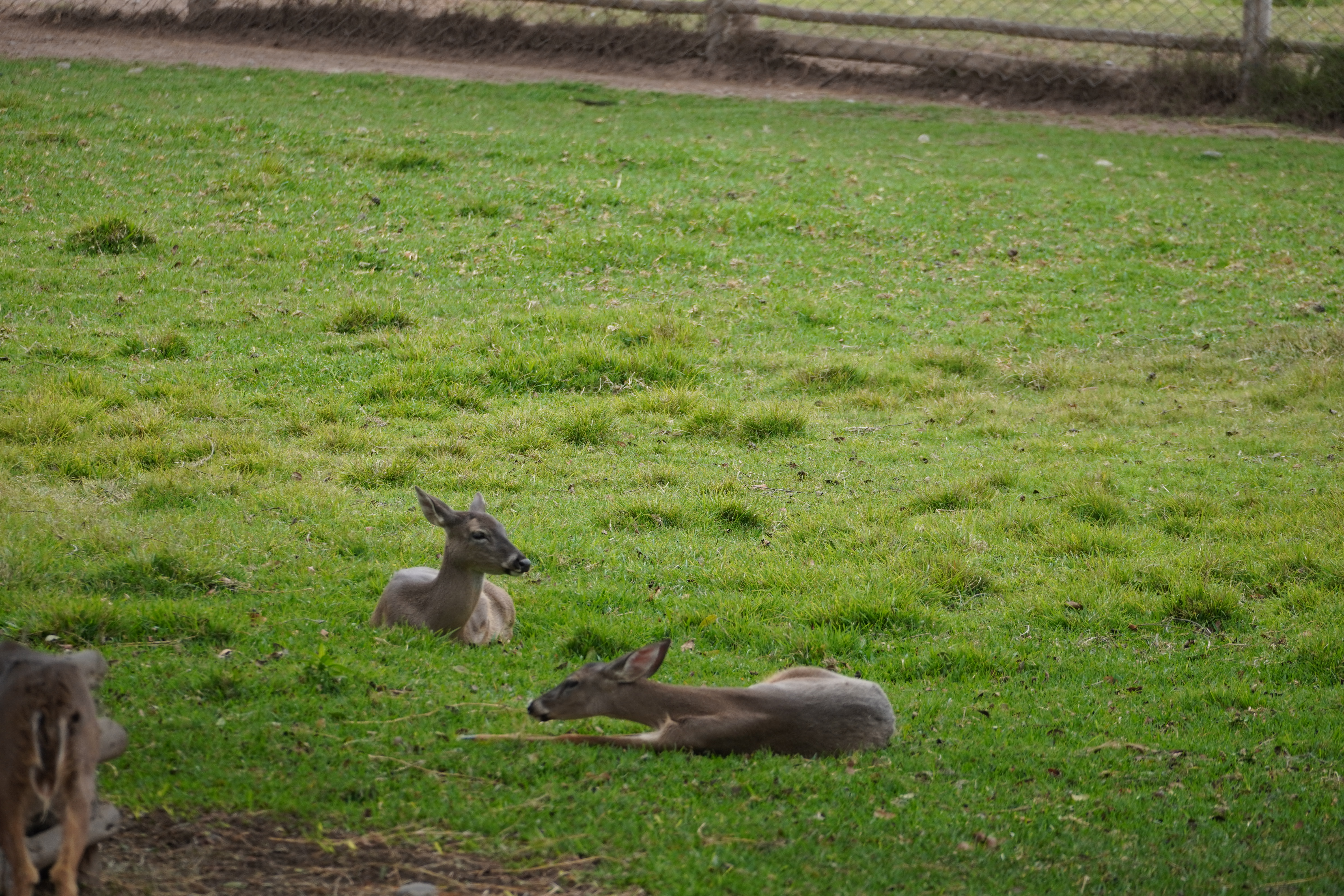
Venado cola blanca - Parque de las Leyendas

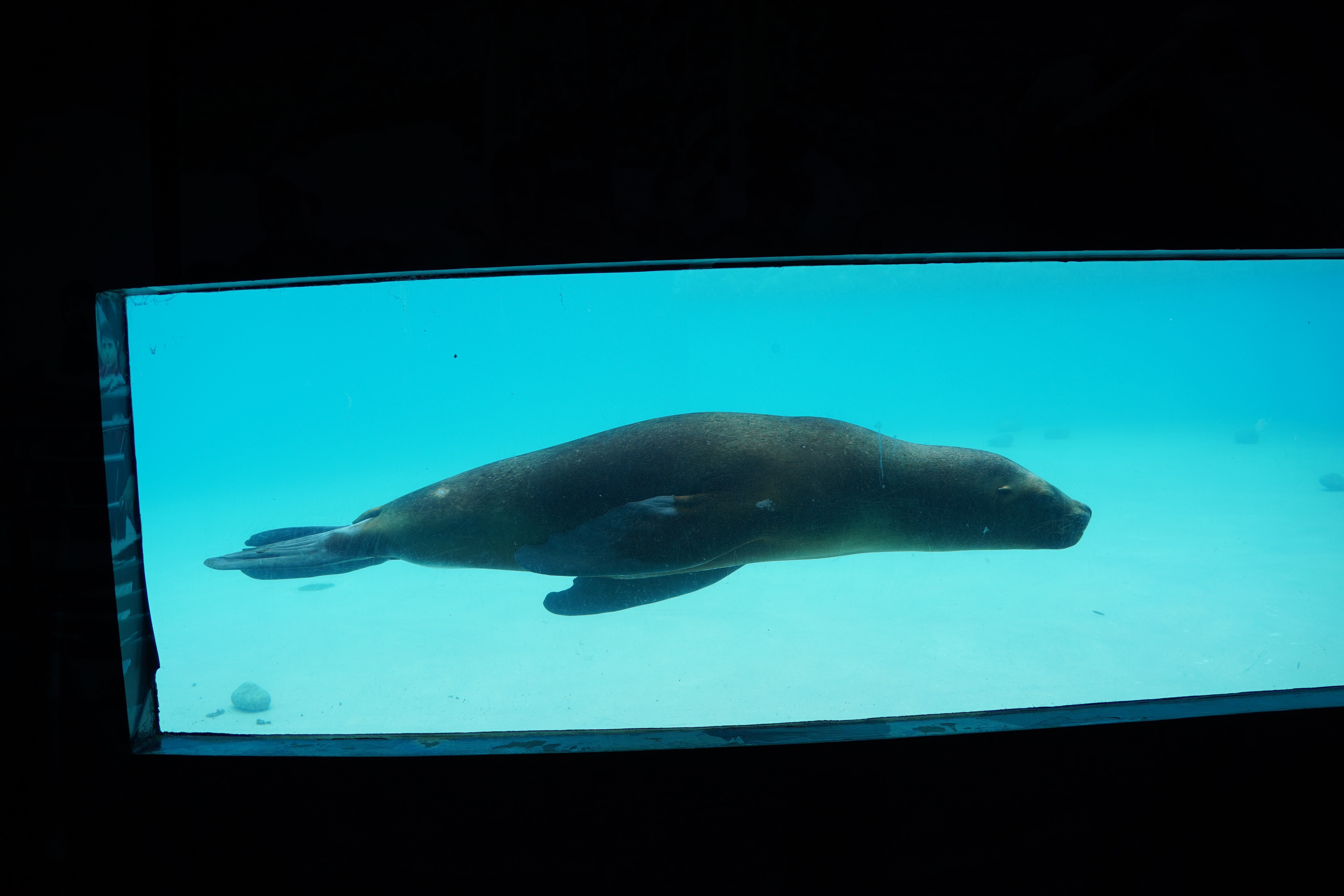
Lobo marino - Parque de las Leyendas

#### Zona costa
- Puente colgante: El característico puente colgante de la zona costa se ubica en el centro del hábitat de los venados cola blanca, anteriormente también se encontraba un hábitat de zorros costeños al costado del hábitat de los venados, pero fue eliminado para ampliar el hábitat de dichos los artiodáctilos. Este puente conecta el acuario de los lobos con el restaurante polleria "Oasis".

- Acuario de Lobos marinos: Es una exhibición múltiple ubicada en la zona costa y que fue inaugurada el 19 de abril de 2005. Contiene tres hábitats con lobos de mar y dos focas grises, pero antes también se exhibían pingüinos de Hümboldt. Tiene dos zonas de visión, una superior, con un camino que conecta las tres piscinas y se pueden observar shows con lobos de mar, y una zona inferior a modo de túnel subterráneo, en la cual se observa a los pinnípedos nadando.
- Aves guaneras: La relativamente nueva exhibición de aves guaneras fue creada luego del derrame de petróleo de Repsol, pues muchas aves marinas fueron rescatadas del derrame, pero algunas no pudieron volver a la naturaleza, por lo que se creó esta exhibición para albergarlos y concientizar sobre estas aves. Se ubica en la zona costa, en donde antes era había una zona recreativa con un barco en un área de arena. Las especies en exhibición son el albatros de las Galápagos, el gaviotín inca, la gaviota de cola negra, el pelícano peruano y el alcatraz peruano.
- Acuario: En donde antes se encontraba el Mini Zoo, ahora se puede observar el nuevo acuario de la zona costa, en donde se encuentran muchas especies de peces de agua dulce, aunque también existe un hábitat de peces de agua salada tropical. Cada pecera se basa en una temática, como cíclidos africanos, peces amazónicos, peces marinos de agua fría, peces marinos tropicales, peces asiáticos y una touch pool con peces koi japoneses, aunque actualmente no se permite tocar ni alimentar a los peces en su interior.
- Villa Carmelo: Es una gran área que emula una granja clásica, antiguamente era una zona de pícnic y reuniones del personal, pero hace unos años fue renovada para convertirse en la nueva "Villa Carmelo", actualmente alberga especies como los faisanes común, plateado y dorado, el pavo real, la gallina de Guinea, el gallo doméstico, el pato, el venado cola blanca, entre otros.

#### Zona sierra

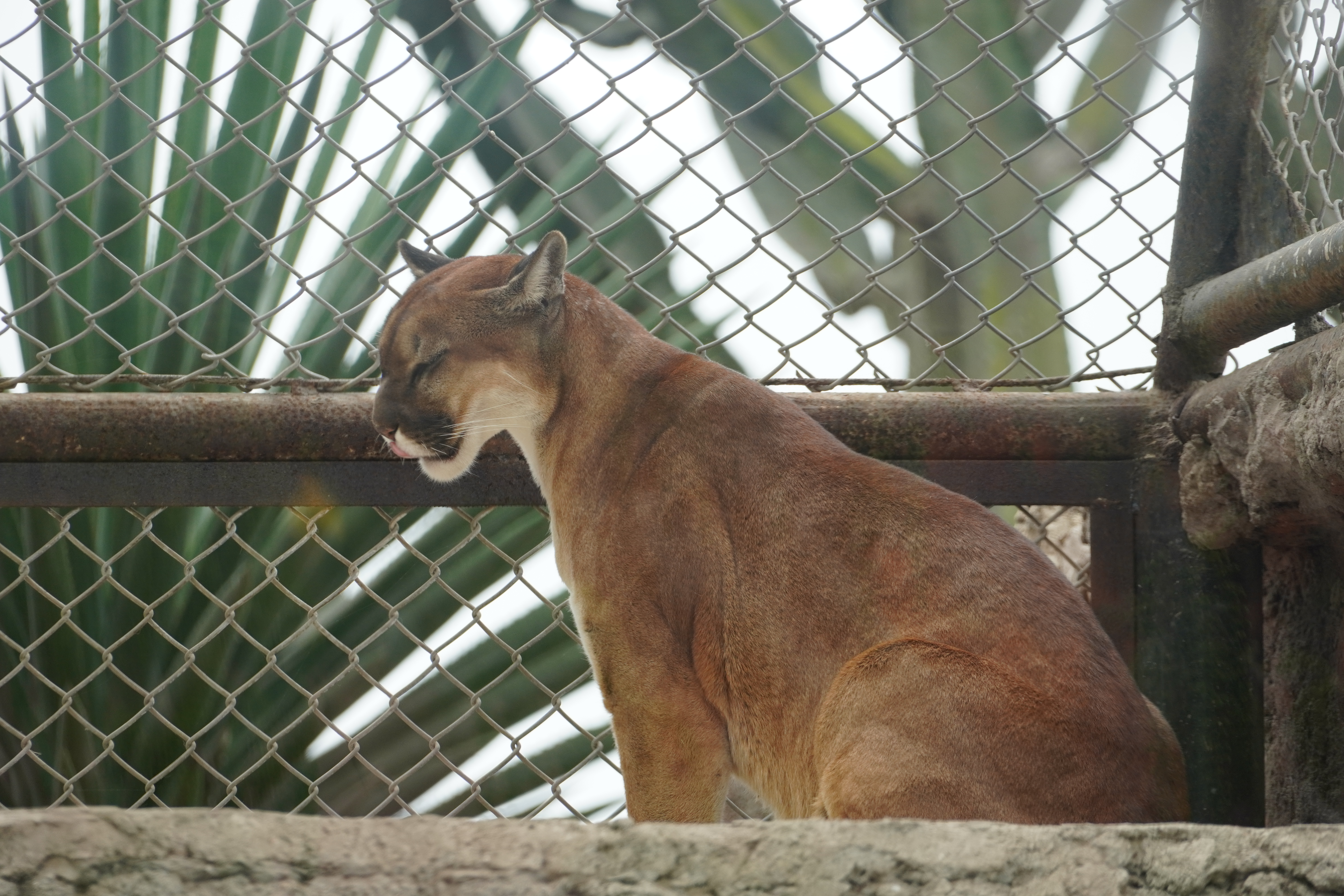
Pumas andinos - Parque de las Leyendas

- Pumas andinos: La primera exhibición al entrar en la zona sierra es la de los pumas concolor, anteriormente hábitat de los cóndores andinos, ahí se alberga a tres ejemplares de esta especie, llamados Ñusta, Wari e Inti, provenientes del departamento de Ucayali, fueron rescatados del tráfico ilegal y trasladados por el Servicio Nacional Forestal y de Fauna Silvestre (Serfor) al Parque de las Leyendas en 2019, a sus dos meses de vida.

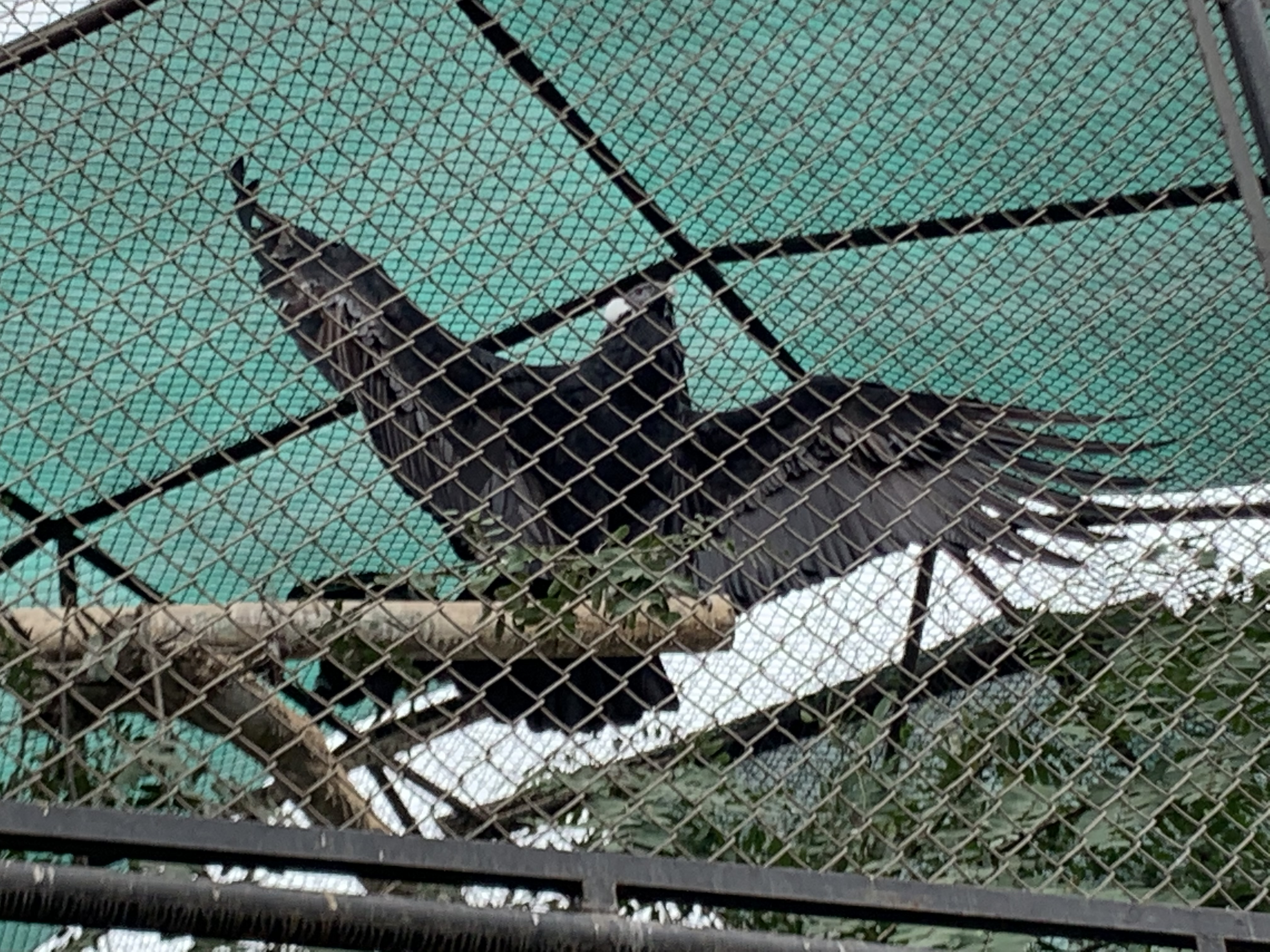
Condor - Parque de las Leyendas

- Condor - Parque de las LeyendasAviario de Cóndores: Actualmente, se puede observar dos ejemplares de cóndor andino, un macho juvenil y una hembra adulta, se tiene registro que antes también se hallaban águilas mora, pero a día de hoy ya no se encuentran. Inicialmente fue construida para albergar a dos pumas, que ocuparon el hábitat a mediados de los 90´s.
- Aviario de Águilas: Un gran aviario rectangular en donde habitan alrededor de 7 ejemplares de águilas mora, la mayoría son rescatadas del tráfico ilegal.
- Camélidos sudamericanos: La exhibición de los camélidos sudamericanos está dividido en 6 hábitats en dónde se encuentran 3 de las 4 especies de la subfamilia lamini, las cuales son, la vicuña, la llama y la alpaca. Anteriormente también se exhibían cabras y ovejas, pero ahora esos animales han sido reubicados en la granja interactiva. Esta exhibición se caracteriza por el estilo arquitectónico de los establos de los camélidos.
- Pampa Galeras: En la exhibición más grande de la zona sierra y de las tres más grandes del parque de las leyendas, las vicuñas pastan y descansan sobre un área de más de 1,000 m², conocida como Pampa Galeras, espacio que se asemeja a la reserva nacional ubicada en las alturas del departamento peruano de Ayacucho.

#### Zona selva
- Felinos amazónicos: Esta es una agrupación de tres hábitats vecinos en dónde se exponen 6 ejemplares de 3 especies del género Leopardus: tigrillo, margay y ocelote. Los hábitats son relativamente pequeños y de difícil visión, se encuentran al inicio de la zona selva y todos los ejemplares son rescatados.
- Osos de Anteojos: El hábitat de los osos de anteojos es uno de los más atractivos para el público, aquí se encuentran 3 ejemplares llamados Maini, Ukuko y Ukumari, quienes fueron rescatados y trasladados al recinto en el 2020, cuando tenían un año de edad. La exhibición poseía una cueva transitable en dónde se podía ver a los osos dormir en la pa rte interior del recinto y aprender más sobre la especie, pero ahora la cueva muestra el hábitat del oso hormiguero, y los carteles informativos de la antigua especie ahora son confusos.

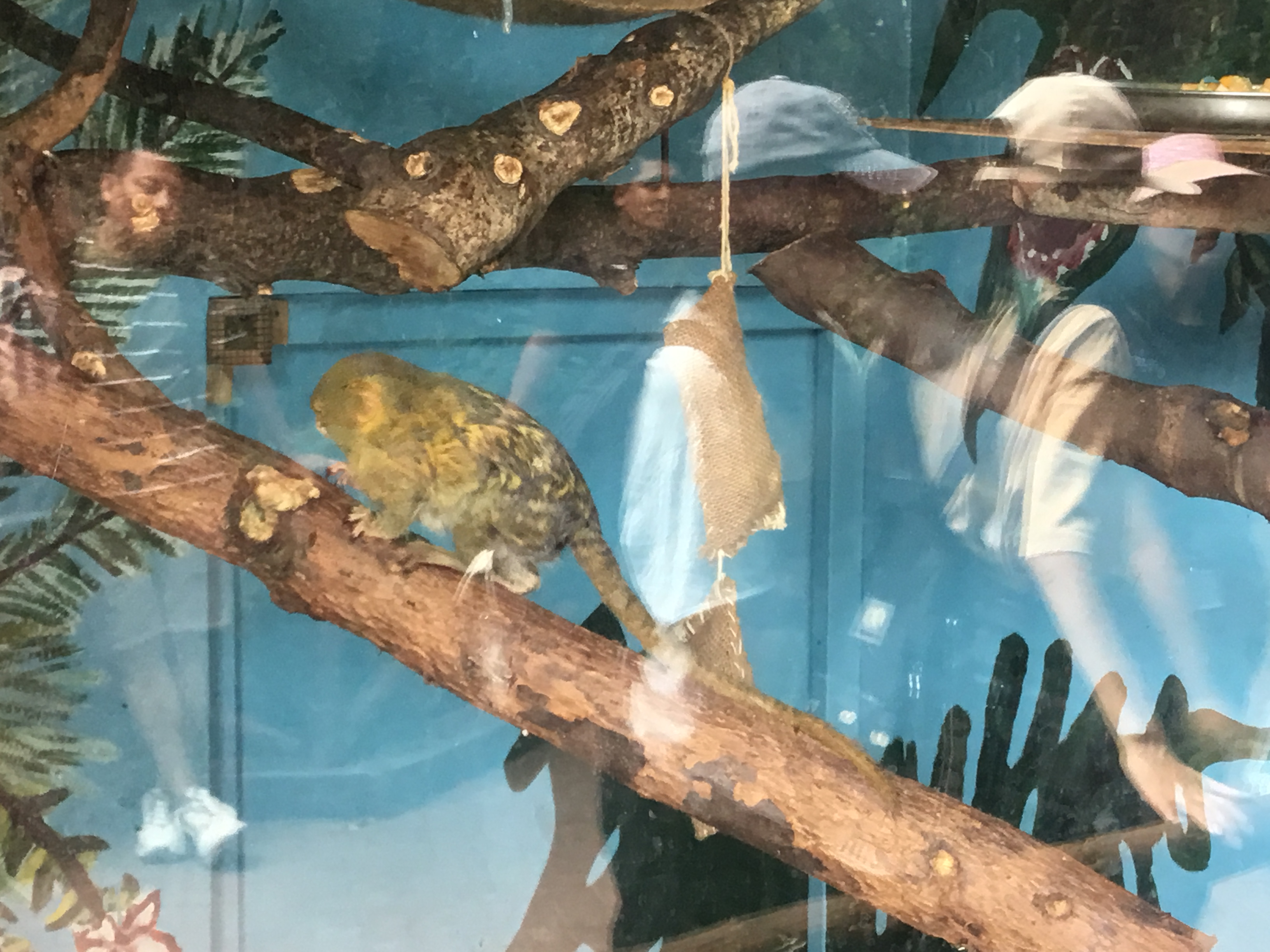
Tití pigmeo

- Tití pigmeoPrimates pigmeos: La exhibición más pequeña de la zona selva, pero una muy popular, se divide en 4 hábitats, con una especie en cada uno, aquí se encuentran los monos más pequeños del mundo, como el tití pigmeo, tamarino de Goeldi, tití marrón de Spix o tití emperador.
- Otorongos: La exhibición de los jaguares sudamericanos se divide en 3 hábitats, con alrededor de 9 ejemplares, con 4 de ellos con melanismo. Los hábitats han sido rediseñados en el 2022 y el tercero ha sido totalmente nuevo y con ventanas panorámicas subacuáticas, ya que el parque necesitaba un nuevo recinto para los dos nuevos otorongos de 11 meses de edad. Aunque los nuevos recintos son mucho mejores a los anteriormente vistos (con registros de ejemplares en jaulas de cemento y hierro en el 95), todavía no son perfectos, pues carecen de espacio suficiente en todos los recintos.

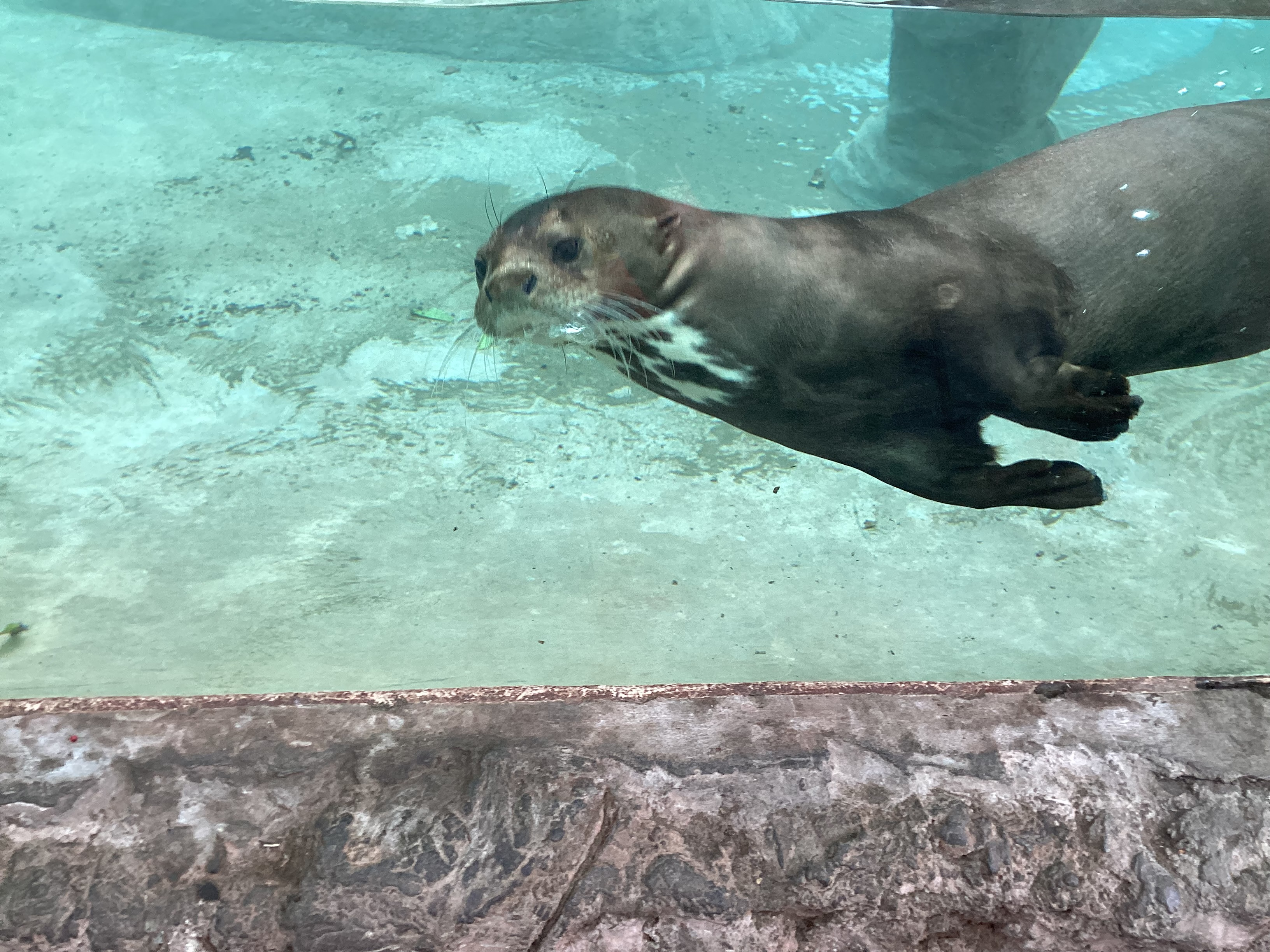
Nutria Gigante

- Nutria GiganteNutrias gigantes: El antiguo hábitat de los caimanes, fue rediseñado e inaugurado en mayo del 2021, cuando también presentó a una pareja de nutrias gigantes de edad juvenil, la exhibición está dividida en dos hábitats con dos miradores y ventanas subacuáticas en donde se pueden ver nadar a los también llamados "lobos de río". En el hábitat derecho, actualmente se puede observar a la pareja presentada en 2021, junto a sus dos crías machos, nacidos el 12 de marzo de 2023. Junto a la exhibición se observan muchos carteles informativos que hablan de las características y curiosidades de la especie.
- Isla de monos: En el parque existen 3 islas de monos, pero la mayor y más popular es la que se encuentra en el centro de la zona de selva baja, en la cual habitan monos capuchino, monos araña, coatíes de cola anillada y agutíes, con tortugas de orejas rojas y mordedoras en el cuerpo de agua circundante a la isla. Esta exhibición es muy antigua, con más de 30 años desde que se inauguró, y en ese tiempo, muchos animales han pasado por este hábitat, como capibaras y sajinos de barba blanca.

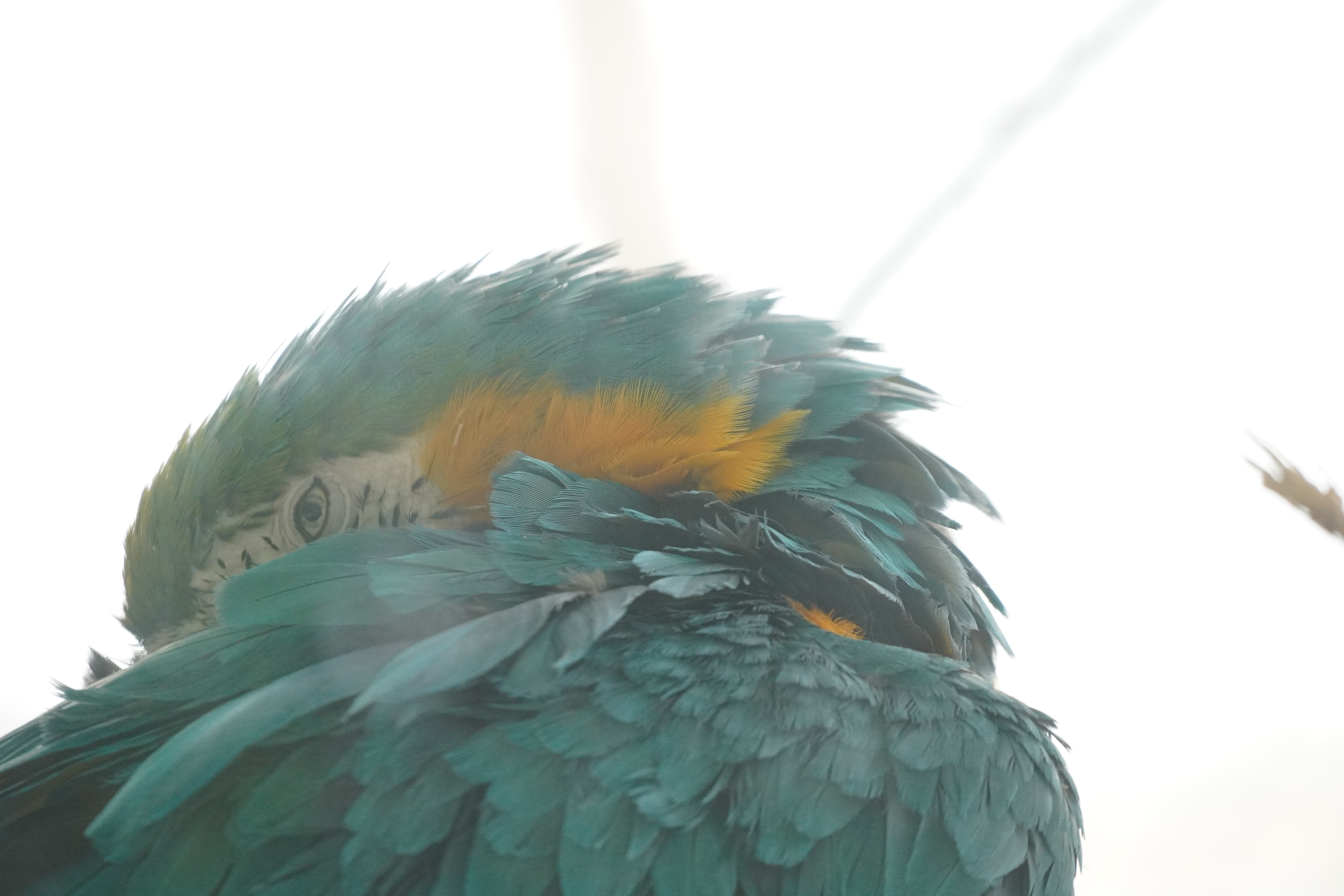
Guacamayo azul y amarillo

- Guacamayo azul y amarilloBanda de Loros: Una pequeña área ubicada al final de la zona selva baja, dónde se exhiben más de 20 especies de psitácidas, 7 especies de tángaras, una de serpiente y el gallito de las rocas. Además, en el centro posterior de la zona, se ubica una fuente de agua y un par de bancas. Anteriormente, casi todos los recintos de la exhibición eran completamente de metal, pero, después de pandemia, se rediseñó la exhibición con nuevos hábitats más naturales y con nuevas ventanas de cristal.

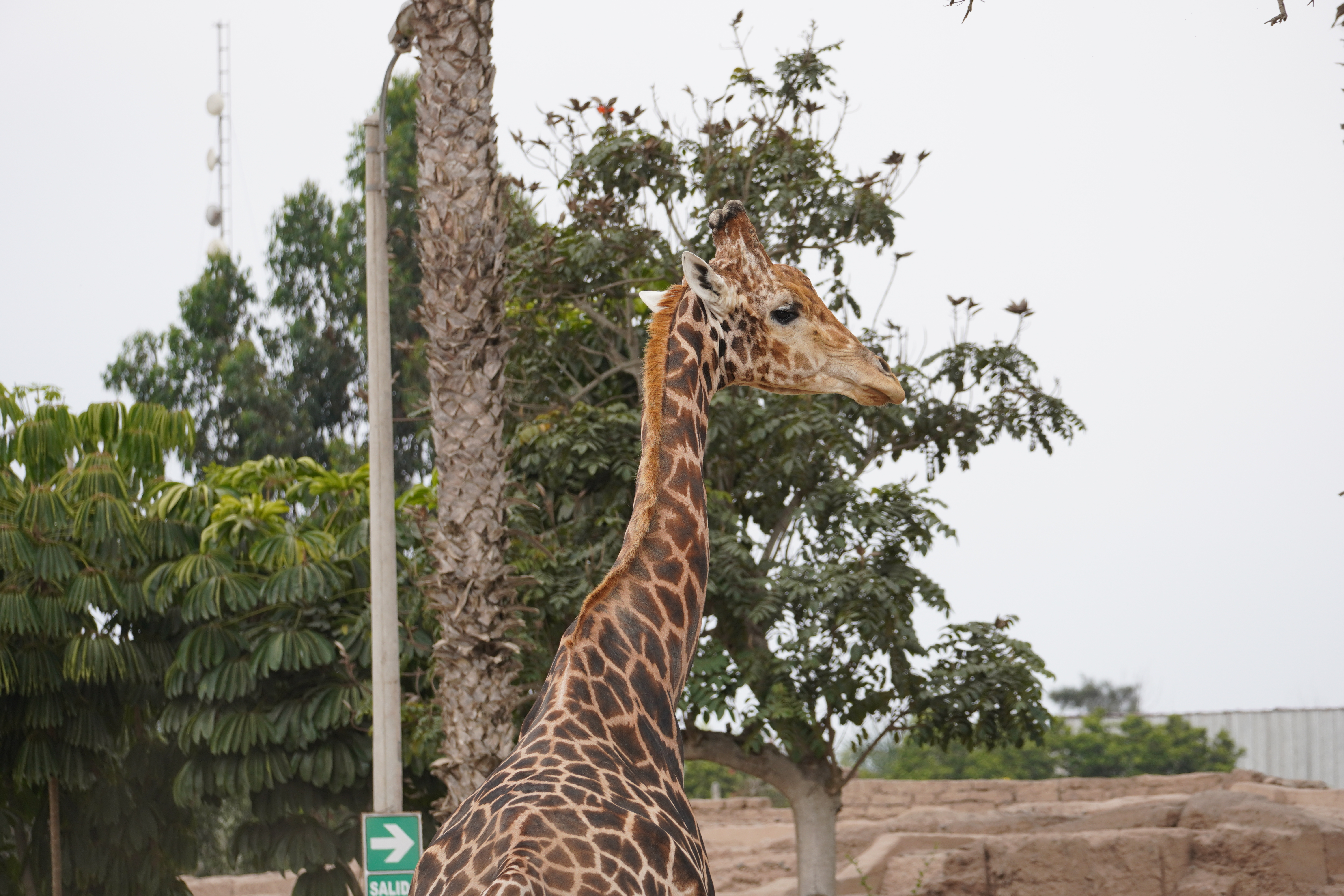
Jirafa - Parque de las Leyendas

#### Zona internacional
- Sabana Africana: Una de las exhibiciones más grandes del parque, la sabana africana alberga 3 especies de animales africanos (Jirafa, cebra de Grevy, avestruz), aunque hasta mediados de los 2010´s también se exponían un par de muflones. Los ejemplares más llamativos de la exhibición son dos jirafas macho. Una de ellas, la más antigua, es Domingo, una jirafa reticulada macho que llegó al parque el 7 de julio del 2012, desde el Zoológico Metropolitano de Chile, con solo año y medio de edad. La otra jirafa vino desde el Buin Zoo, también de Chile, y fue nombrada Melman, anteriormente llamado Benito. Hasta 2014, existía un ejemplar de jirafa de Rothschild llamado Penny, también macho, el cual llegó al Parque de las Leyendas en 1990 procedente del zoológico del Parque Metropolitano de Santiago de Chile. Pero no solo las jirafas llaman la atención del público, pues en 2003 ingresó una pareja de cebras de Grevy llamadas John y Yoko, quienes han tenido 4 crías hasta ahora. La última cría nació el 22 de enero de 2016.

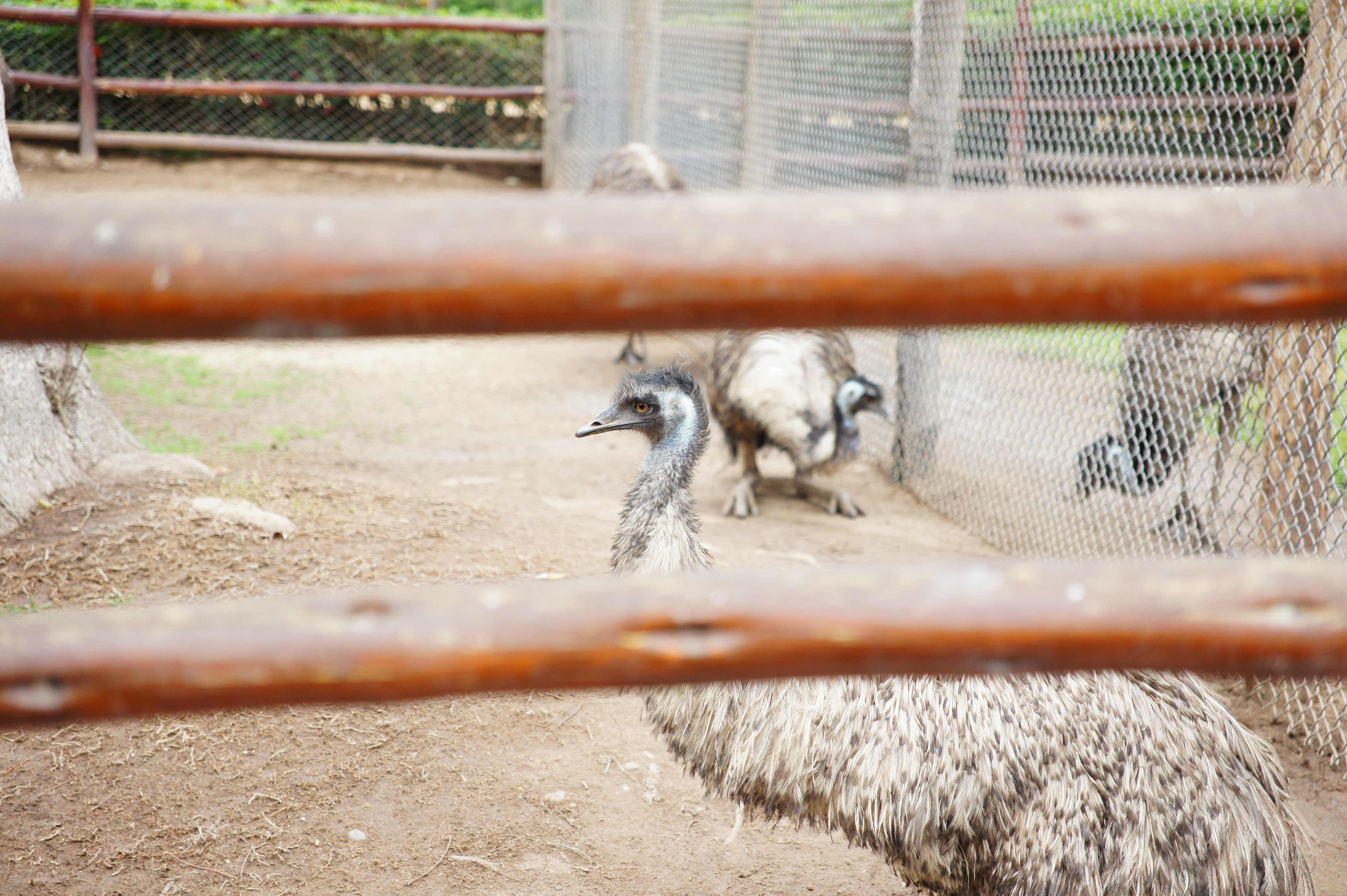
Emú

- EmúAustralia: La zona australiana es una subdivisión de la zona internacional, en dónde se encuentran 7 hábitats y 4 especies autóctonas del continente de Oceanía, la zona es relativamente reciente, pues los tres hábitats más grandes eran anteriormente zona de pícnic, otro era el recinto de la tortuga de Galápagos. Las 4 especies son: Canguro rojo, emú común, cisne negro y cacatúa de las Molucas. La mayoría de especies son recientes, siendo los canguros rojos presentados en 2014 y los emús, antes de 2019.
- Aviario: El también llamado paraíso de aves exóticas, es un gran recinto cerrado transitable donde se exhiben aproximadamente unas 25 especies de aves de distintas partes del mundo, entre las más llamativas están los pavos reales blancos, los faisanes dorados y los loros agapornis. Lamentablemente, esta exhibición está clausurada desde antes de la pandemia por Covid-19, luego por la gripe aviaria, y aún no es abierta para uso público.
- Camélidos: Contando con 2 hábitats, el área de los camélidos del Viejo Mundo presenta a las 2 especies de la subfamilia, el dromedario y el bactriano. La exhibición es relativamente nueva, siendo inaugurada alrededor del 2020.
- Zona Rino: Esta es la zona más reciente del parque; en esta, se encuentra, por ahora, el primer y único rinoceronte de los zoológicos de Perú y llegado desde Bélgica, siendo este un ejemplar hembra de 3 años de la subespecie india, que se caracteriza por tener solo un cuerno. Se espera que, dentro de uno o dos años, se traiga un ejemplar macho desde Brasil, con lo que se iniciaría un programa de conservación para preservar y reproducir la especie.

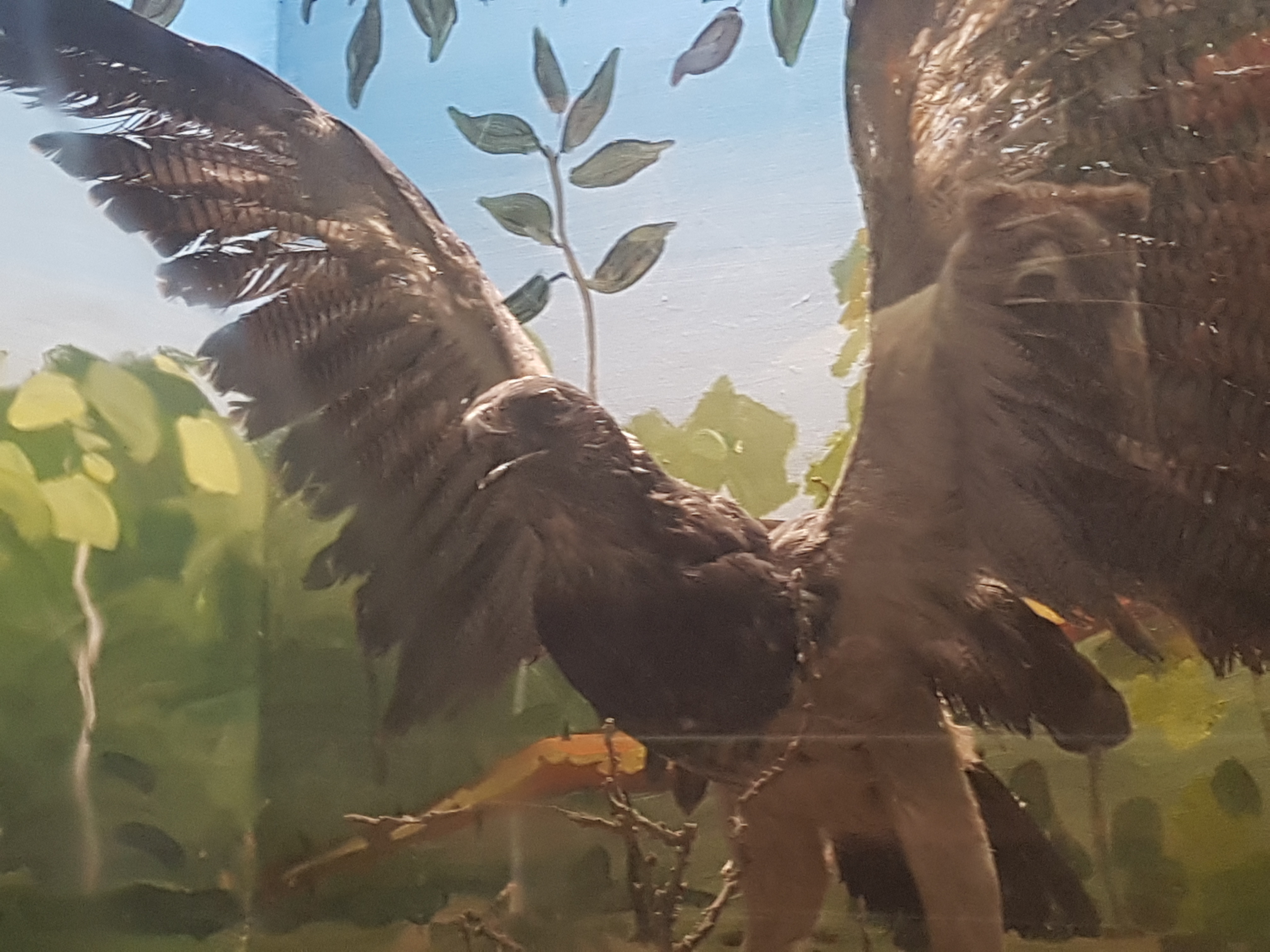
Águila Harpía del museo Kalinowski

- Águila Harpía del museo KalinowskiMuseo Kalinowsky: Se encuentra en la zona internacional, junto a tres restaurantes. Es un pequeño museo que alberga alrededor de unas 40 especies disecadas y diseccionadas, algunas de estas son los cóndores, el oso grizzly, un babuino hamadryas, un cocodrilo americano y cráneos de distintas especies (Como del caimán negro, el guacamayo, el avestruz, el delfín, el caballo, etc). En la parte exterior se observa el esqueleto del antiguo elefante asiático del parque y una división para entrar al Herpetario, el cual es una extensión reciente del museo, aquí se encuentran varias especies de reptiles como la pitón reticulada, la iguana verde, la tortuga de caparazón blando, el varano del Nilo una cría de tortuga de Galápagos y otras especies.

### Espacios y huacas
Los visitantes también pueden ingresar en los siguientes espacios museísticos:
- Mina Modelo.
- Museo del petróleo de Petroperú
- Museo de Sitio

El parque posee las siguientes huacas: 
- Huaca La Palma.
- Huaca San Miguel.
- Huaca Tres Palos.
- Huaca La Cruz.
- Huaca Cruz Blanca.

## Exhibiciones - Sede Huachipa

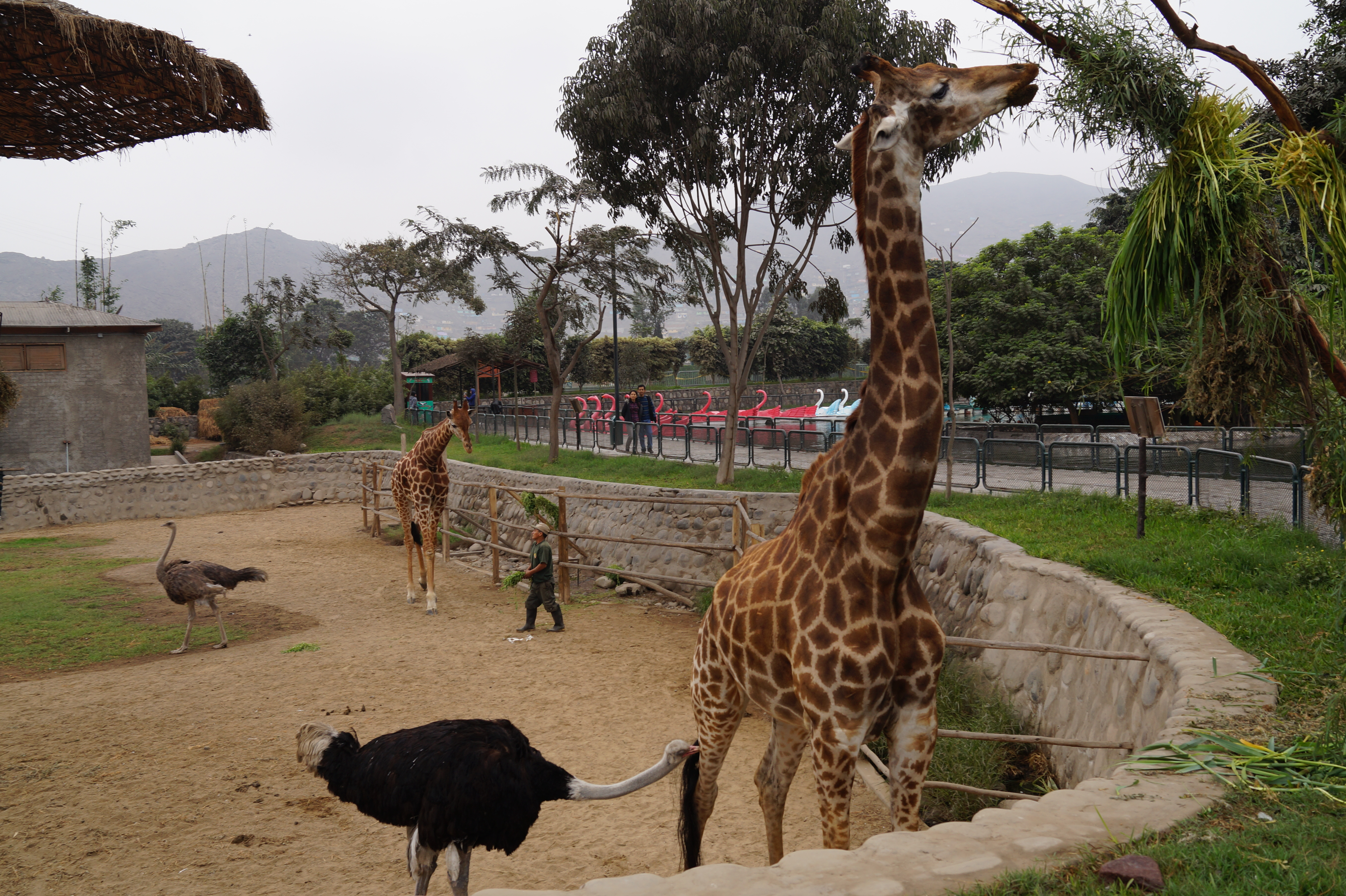
Sabana africana - Parque de las Leyendas Sede Huachipa

La sede de Huachipa se caracteriza por ser de menor tamaño, pero con exhibiciones de mayor calidad, en esta sede no existe división entre botánica, zoológica y arqueológica, pues esta se centra exclusivamente en el ámbito zoológico.
- Sabana africana: La sabana africana es la exhibición más grande de la sede, cuenta con tres especies originarias del continente africano (una jirafa reticulada, cebras de Grant y avestruces)
- Laguna: Justo al frente de la entrada se ubica una gran laguna de aves acuáticas, con una isla central dónde hay patos y otros anátidos. Además, existe un pequeño puerto dónde puedes alquilar un bote para pasear por la laguna.
- Dino Zoo: El Dino Zoo es una atracción mecánica, en donde se experimenta un viaje temporal por las distintas eras de la historia de la tierra, con animales prehistóricos mecánicos.

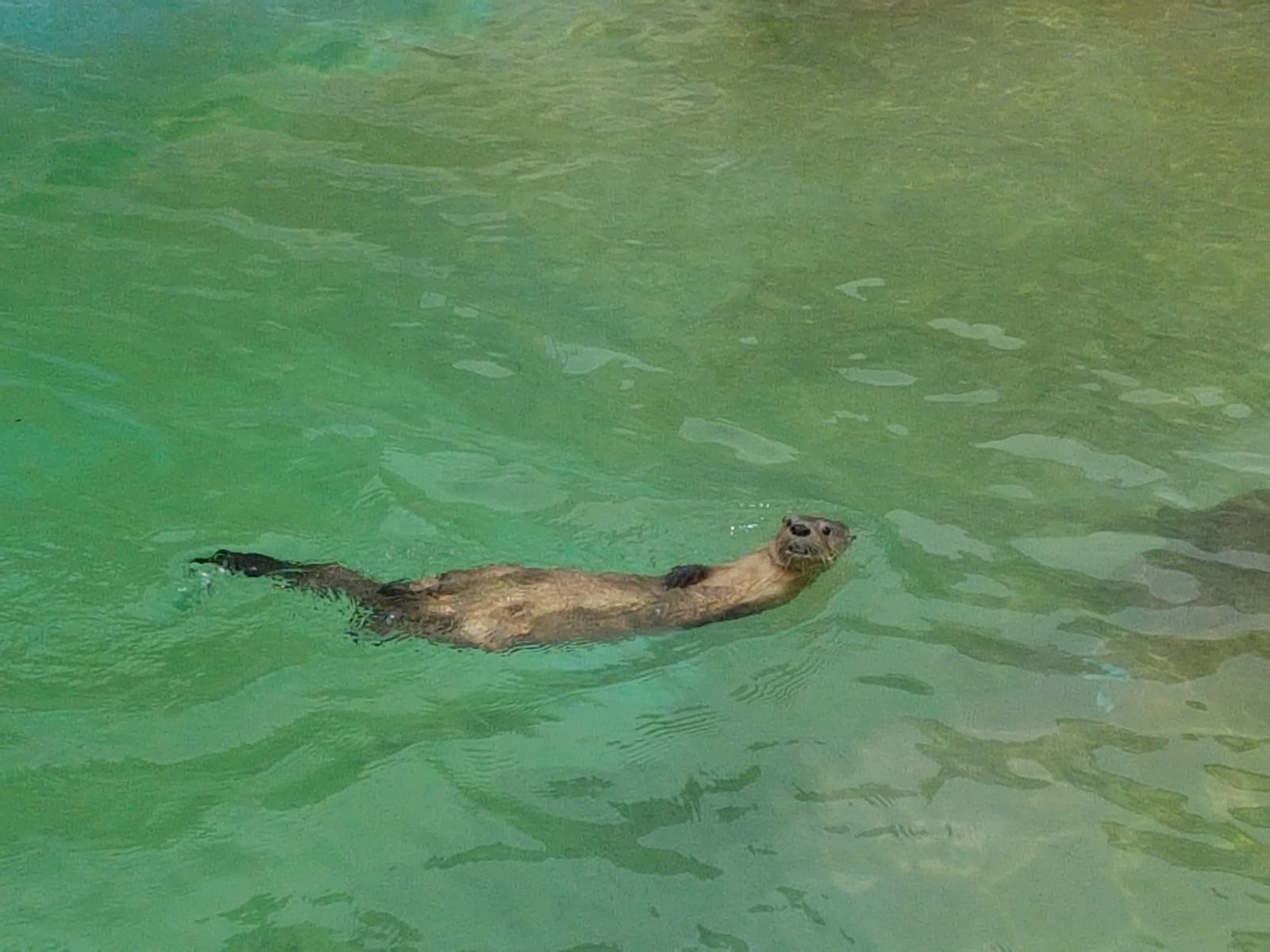
Chungungo nadando en el zoológico

- Chungungo nadando en el zoológicoZona marina: La zona marina del zoológico alberga a las especies más representativas del mar peruano, como lobos de mar, pingüinos de Hümboldt, cormoranes guanay y nutrias de mar sudamericanas. Además cuenta con un área dónde se presentan shows con varias especies de animales marinos.
- Isla de monos: En el zoológico existen dos islas de monos, conectadas por un cuerpo de agua, en estas islas se exhiben varias especies de primates del Nuevo Mundo, como monos araña y capuchinos.

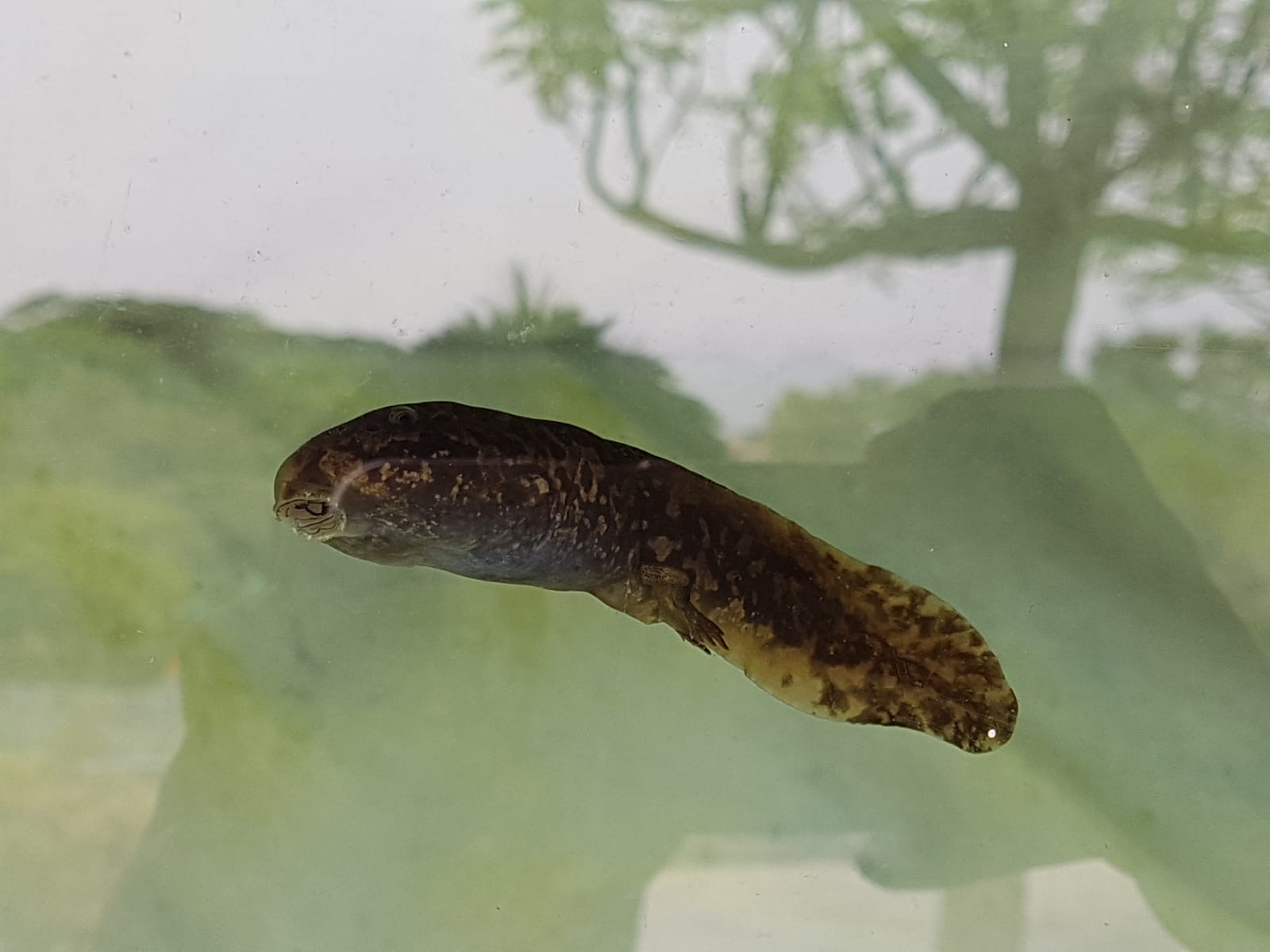
Renacuajo de la Rana gigante del lago de Titicaca

- Renacuajo de la Rana gigante del lago de TiticacaAnfibios: Los únicos ejemplares vivos de ranas gigantes del lago Titicaca en exhibición al público en el Perú se encuentran aquí, dividido en varias peceras en donde se muestra cada etapa de su metamorfosis.
- Zona de Carnívoros: El área más popular del zoológico es la de los carnívoros, en donde se exhibe una gran variedad de especies del orden carnívora en más de 6 hábitats, que juntos conforman el área más grande del zoológico. Entre las especies está: León africano, león blanco, tigre de bengala blanco, hiena manchada, oso de anteojos, jaguares naranjas y negros, zorro costeño y zorro culpeo. Se destaca que aquí se exhibe la única pareja de hienas en todo el Perú, y una de las dos parejas de leones blancos del país.
- Camélidos: El área de camélidos, es una zona de mediano tamaño en dónde se puede observar las cuatro especies de la subfamilia lamini, venados andinos, venados de cola blanca y ovejas.
- Osos de Anteojos: En esta zona se ubican varios ejemplares de la especie Tremarctos ornatus, es una exhibición de gran calidad y muy creativa, por lo que goza de gran popularidad en la sede.
- Australia: Una pequeña zona en donde se exhiben canguros rojos y emús. Se destaca que esta fue la primera exhibición de canguros rojos del país.
- Acuario: El gran acuario del zoológico gozaba de ser de los mejores del país, con una gran variedad de más del 30 especies de peces y otros animales acuáticos, se dividía en dos zonas, la marina y la fluvial, En la zona marina se mostraban muchas especies que habitan los arrecifes de coral, como caballitos de mar, anguilas, peces payaso, cirujanos azules, cirujanos amarillos, peces globo, anémonas, peces roca y otros. En la zona fluvial habían muchas especies de la cuenca fluvial amazónica, como paiches, anguilas eléctricas, arowanas plateadas, pacúes, pirañas, etc. Esta exhibición fue cerrada cuando pasó a la administración del Parque de las Leyendas; en un futuro, el acuario sería demolido para dar lugar a un nuevo hábitat.Pavo Real en el bosque de aves

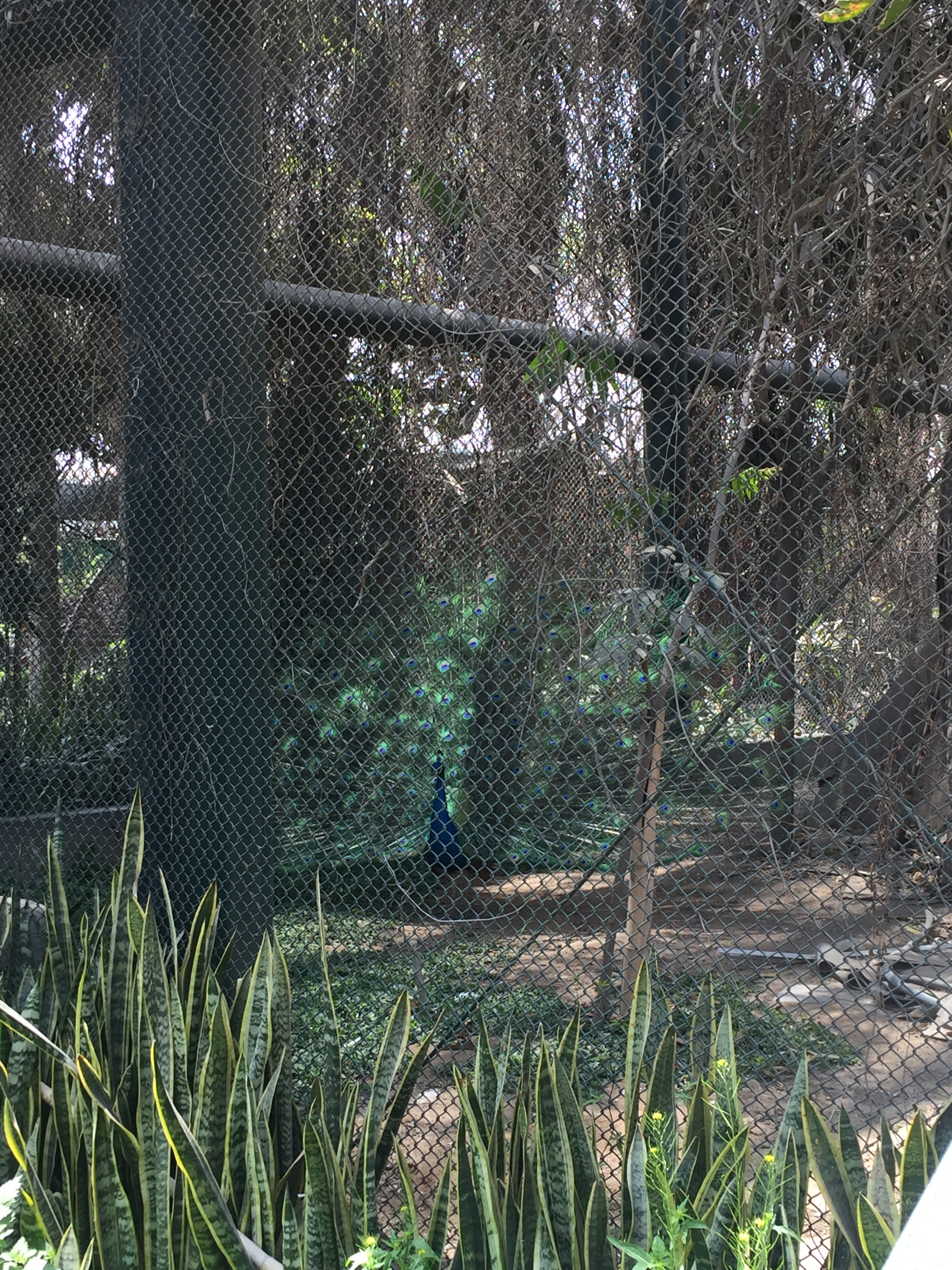
Pavo Real en el bosque de aves

- Antílopes: Los únicos antílopes del Perú se encuentran en la sede de Huachipa, en un recinto ubicado al final del zoológico, al lado del aviario, la especie es Kobus ellipsiprymnus.
- Bosque de aves: El bosque de aves es un gran aviario de un solo recinto en el que se puede acceder a pie, allí se encuentra una gran variedad de aves amazónicas, como amazonas, guacamayos, tucanetas, trompeteros, patos de alas verdes, etc, y aves de otros continentes como pavos reales. El aviario también cuenta con un hábitat de pacaranas y otro de nutrias de río, un mirador de tres pisos y una laguna interior.

## División zonal - Sede San Miguel
El parque está dividido en las regiones naturales del Perú: Zona Costa, que también exhibe animales del mar peruano; Zona Sierra, que alberga especies del ande y del altiplano; Zona Selva, con animales provenientes del bosque tropical de Sudamérica, y Zona Internacional destinada a especies del resto del planeta.

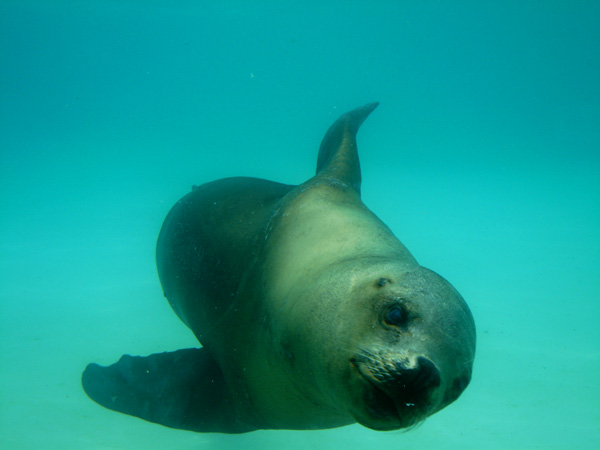
Lobo de mar - Parque de las Leyendas

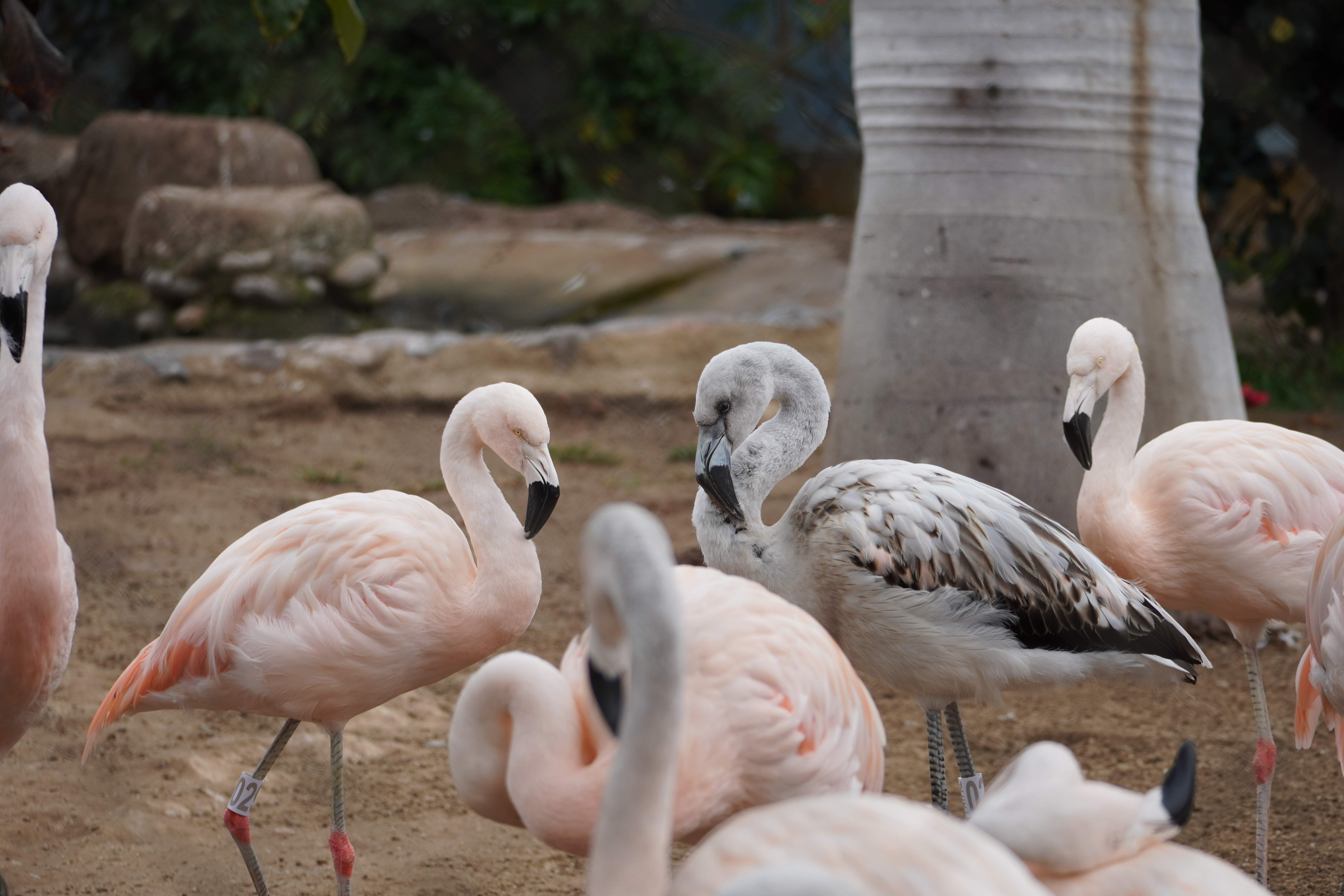
Flamenco Chileno - Parque de las Leyendas

### Zona costa
En la zona costa se encuentran animales que habitan las costas peruanas, pero también hay un gran jardín botánico junto a una laguna artificial con una isla de juegos, una granja llamada Villa Carmelo en honor a la obra "El caballero Carmelo" y un insectario. Al recorrer esta zona se puede observar un puente colgante, ubicándose en el área debajo de este el hábitat de los venados cola blanca peruanos, un túnel subterráneo que conduce al hábitat de los lobos de mar, un pequeño aviario donde habitan aves guaneras y el reciente acuario con peces de agua dulce; además, hay una zona de juegos junto al restaurante "Tunqui".

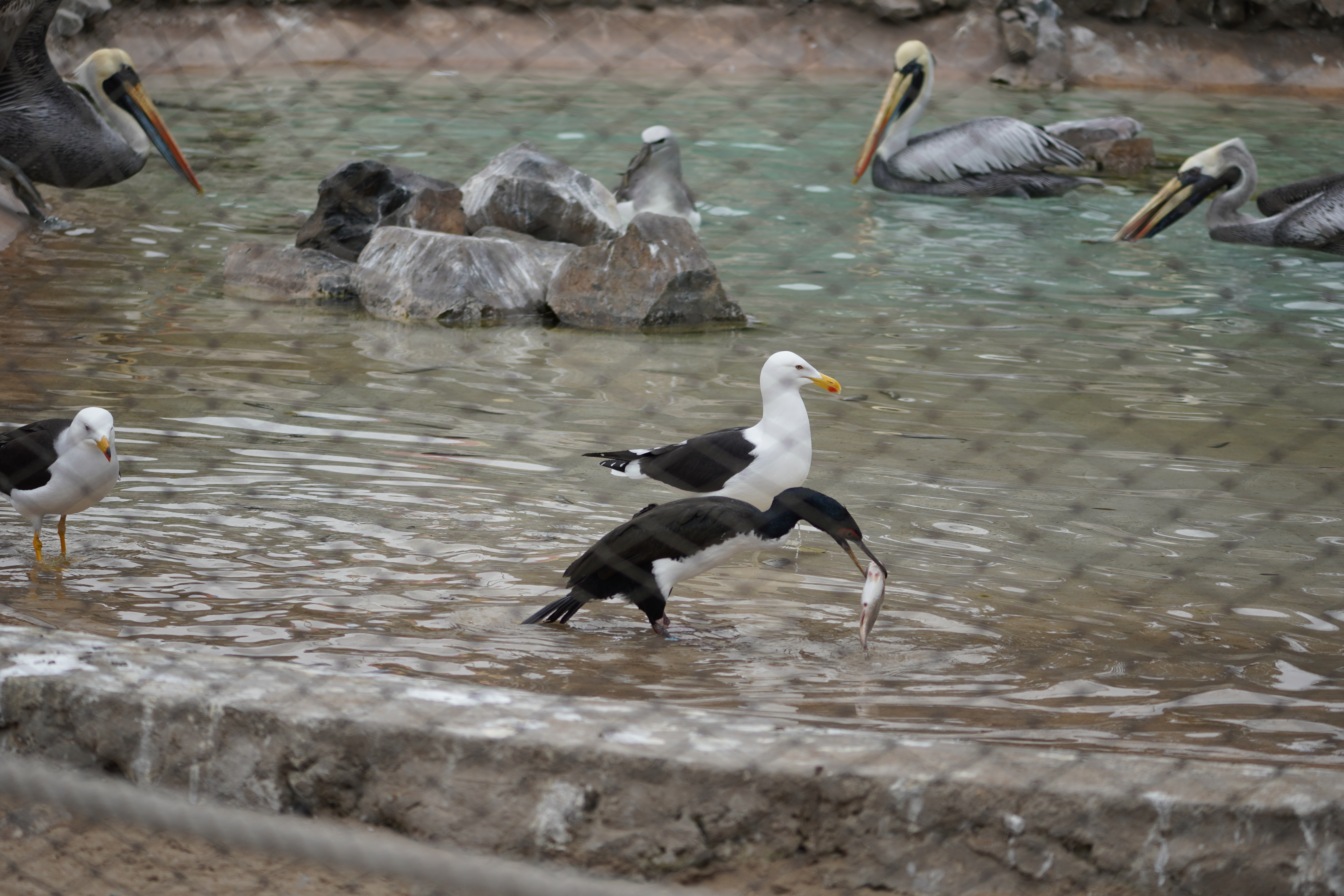
Aves Guaneras

El interior del Caballero Carmelo ha sido completamente removido, las Gallinas han sido movidas a la Granja Interactiva. Las especies en exhibición son:

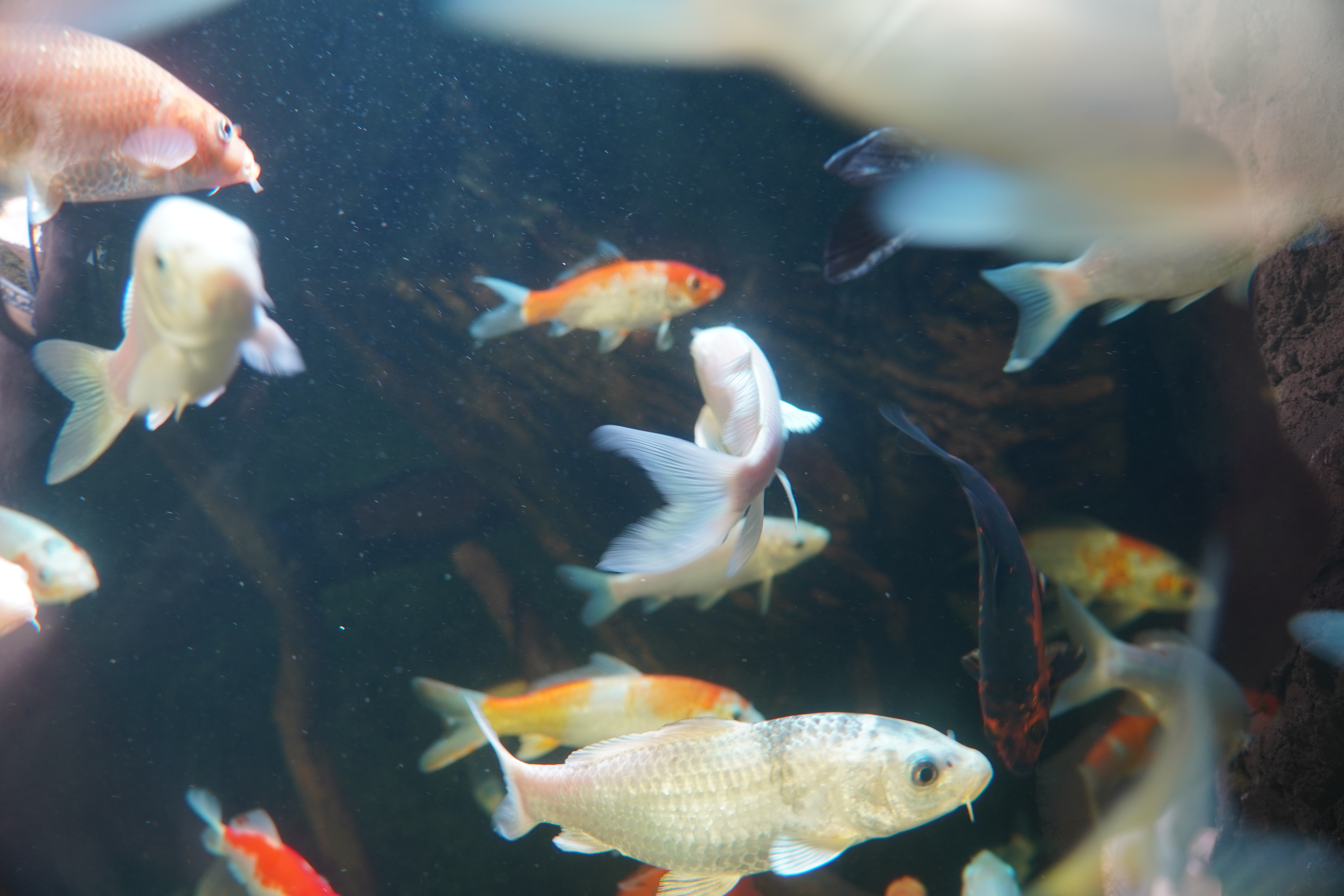
Koi Japonés y Pez Dorado

| - Venado cola blanca peruano - Flamenco - Pingüino de Hümboldt - Cocodrilo de Tumbes - Pelícano peruano - Albatros de las Galápagos - Gaviota de cola negra - Guanay - Piquero peruano - Gaviotín inca - Lobo de mar - Foca gris - Caballo de paso |  | Acuario: - Pez tetra negro - Piraña roja - Arowana plateada - Pez limpiavidrios - Pez koi japonés - Pez cebra - Pez tetra corazón sangrante - Palometa negra - Pez cirujano azul - Pez payaso - Raya de rio |

#### Zona viva
El antiguo mariposario ha sido mejorado aumentando su catálogo de especies y con una variedad interesante. Advertencia: Los insectos solo están en exhibición hasta el medio día. Entre las especies que podrás observar están:
| - Mantis orquídea - Mantis hoja seca - Mantis religiosa - Mantis palo - Escolopendra gigante - Milpiés - Cucaracha gigante de Madagascar - Mariposa monarca - Escorpión - Tarántula |

### Zona sierra

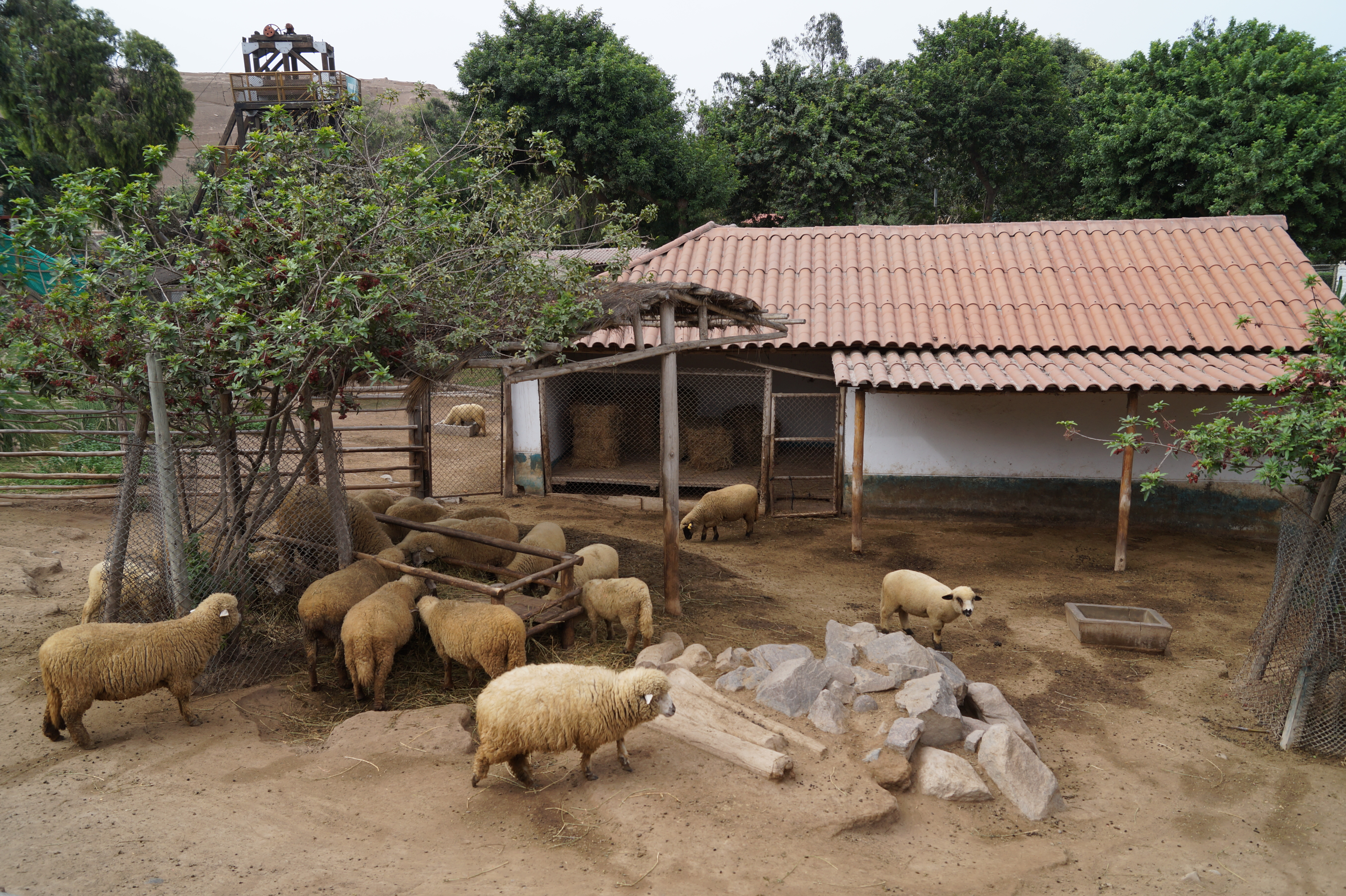
Establo de ovejas

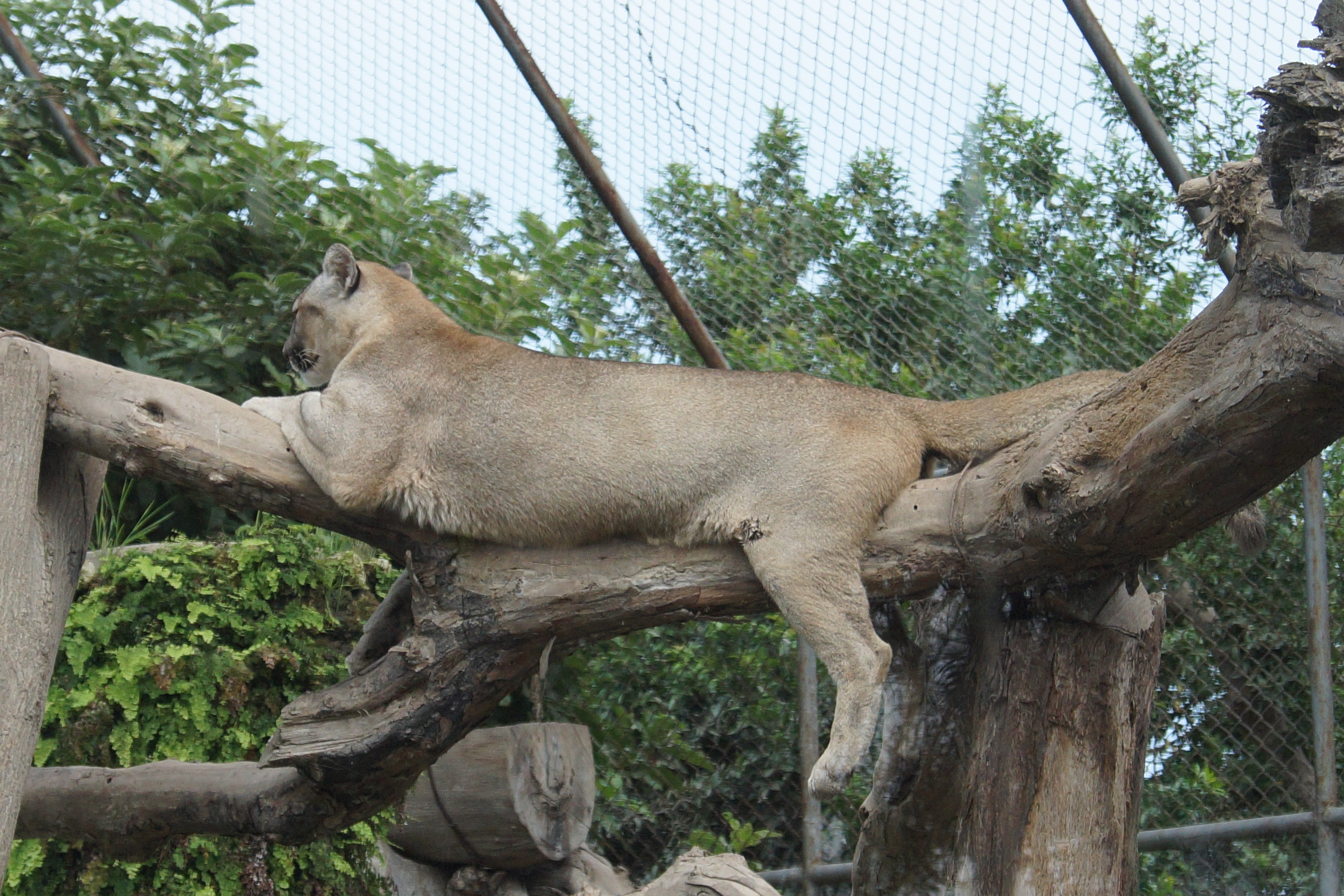
Puma concolor

Esta es una zona ambientada en los andes peruanos, en donde podrás observar la característica flora, fauna, gastronomía y arquitectura andina, con caminos de piedra y distintas construcciones al estilo colonial, de entre las que destaca una pequeña representación de una hacienda andina, en donde podrás encontrar un restaurante con comida típica y una pequeña capilla. A pesar de ser la zona más pequeña del parque, posee una gran variedad de especies características de la zona andina peruana. Uno de sus principales atractivos es el mirador y la estatua de "Pampa Galeras", un gran hábitat de vicuñas peruanas que emula la reserva natural del mismo nombre ubicada en el departamento de Ayacucho. Además de eso, esta zona posee una mina modelo que muestra como se extraen los minerales y las leyendas que existen sobre estos lugares, además de una tienda de recuerdos con varios minerales y decoraciones.
Entre otras características, se puede destacar que en toda la lateral de la zona sierra se encuentra la "Huaca Tres palos", además de una zona de acampada, un baño, varias tiendas, dos cascadas y una pequeña plaza andina con una pileta.
La entrada de esta zona se ubica a la derecha de la entrada principal del parque, y es especialmente llamativa por la presencia de una gran cascada artificial y un gran árbol de eucalipto justo en el inicio de unas amplias escaleras que conducen a la zona.
Las especies que se pueden encontrar aquí son:
| - Puma andino - Cóndor andino - Águila mora - Huallata - Búho americano - Alpaca - Gavilán acanelado - Guanaco peruano - Vicuña peruana | - Caracara andino - Zorro andino - Taruka - Vizcacha - Llama - Aguilucho común - Pato doméstico americano - Gato de los pajonales - Ganso cisne |

### Zona selva

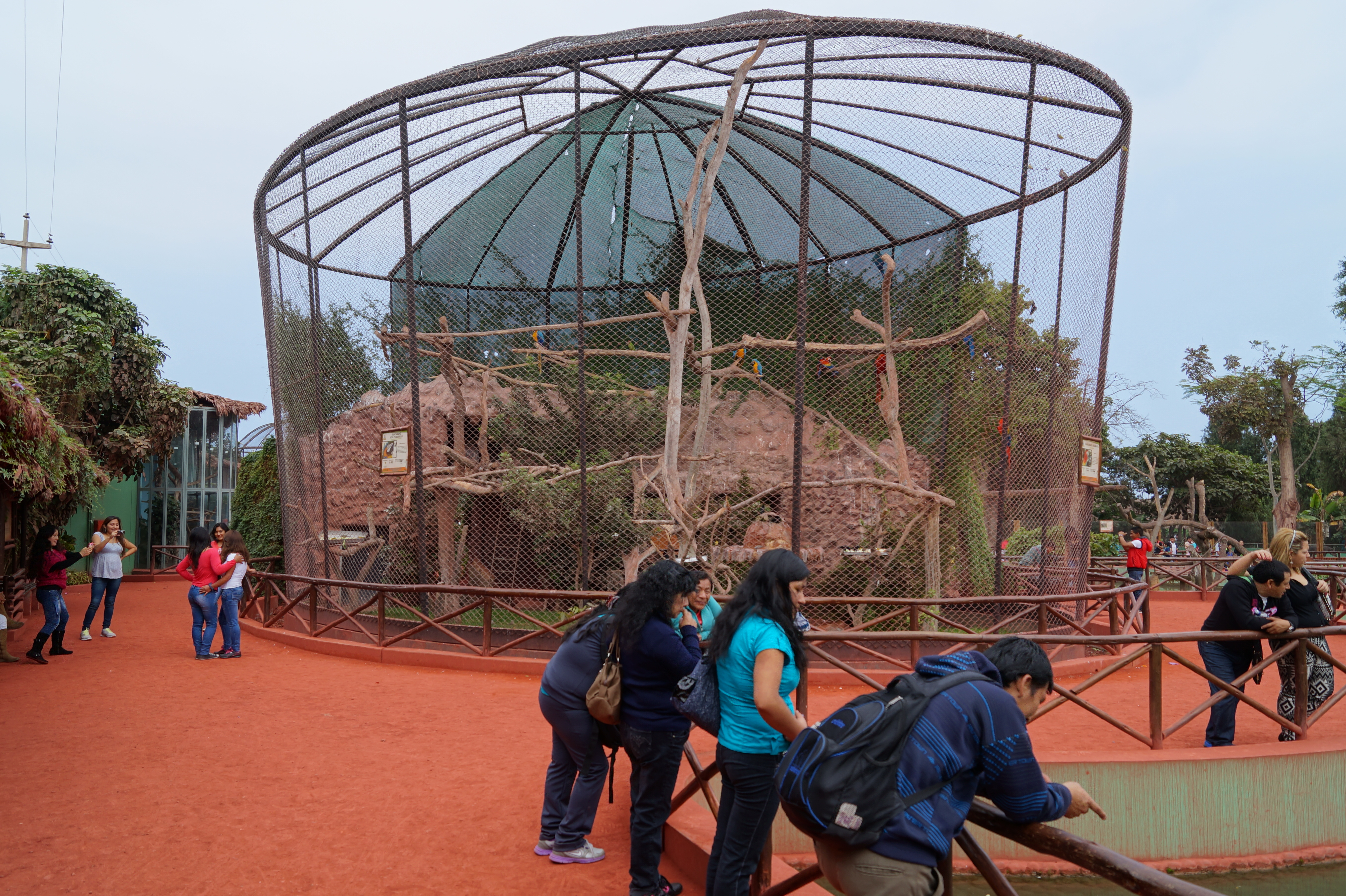
Guacamayos

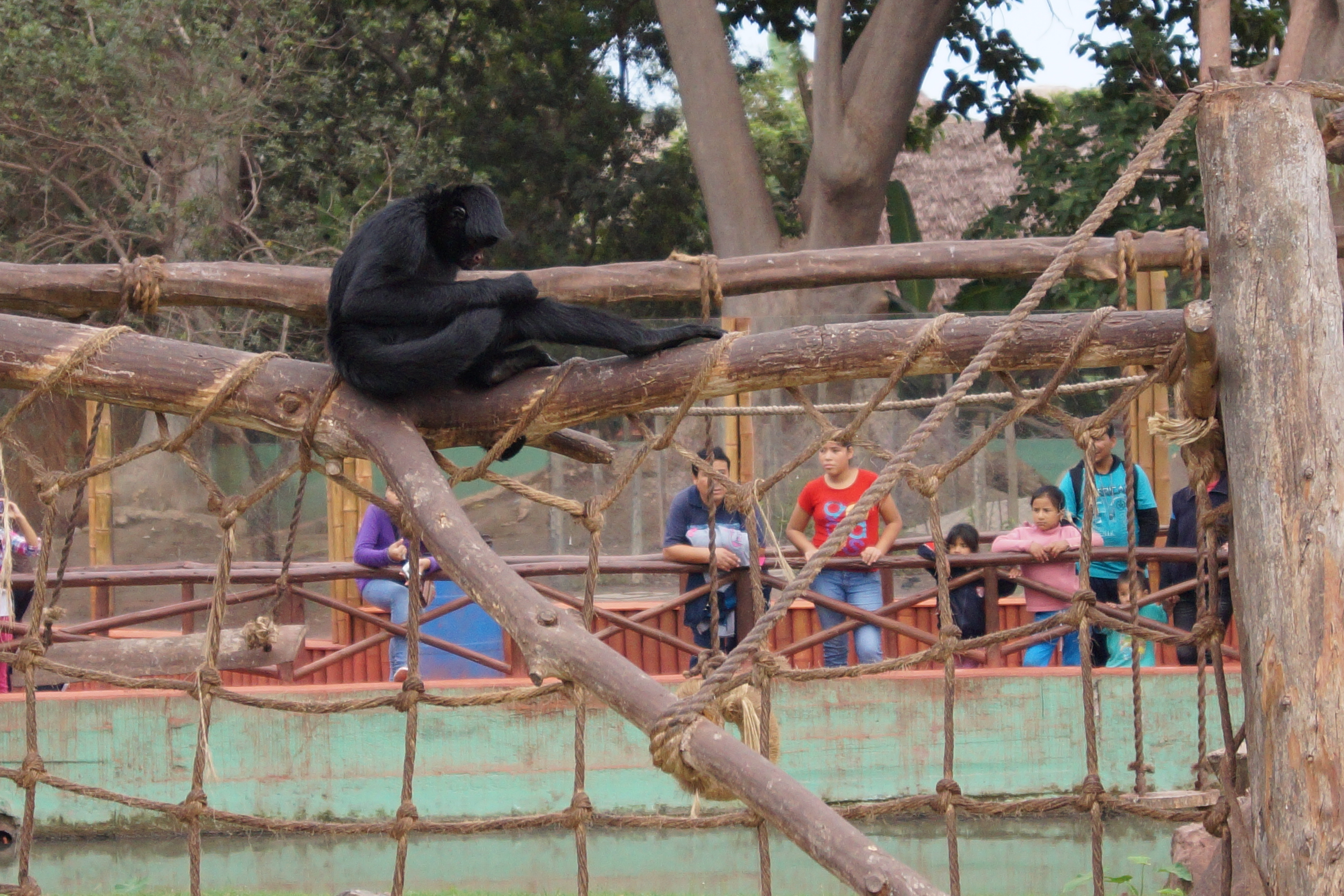
Mono araña

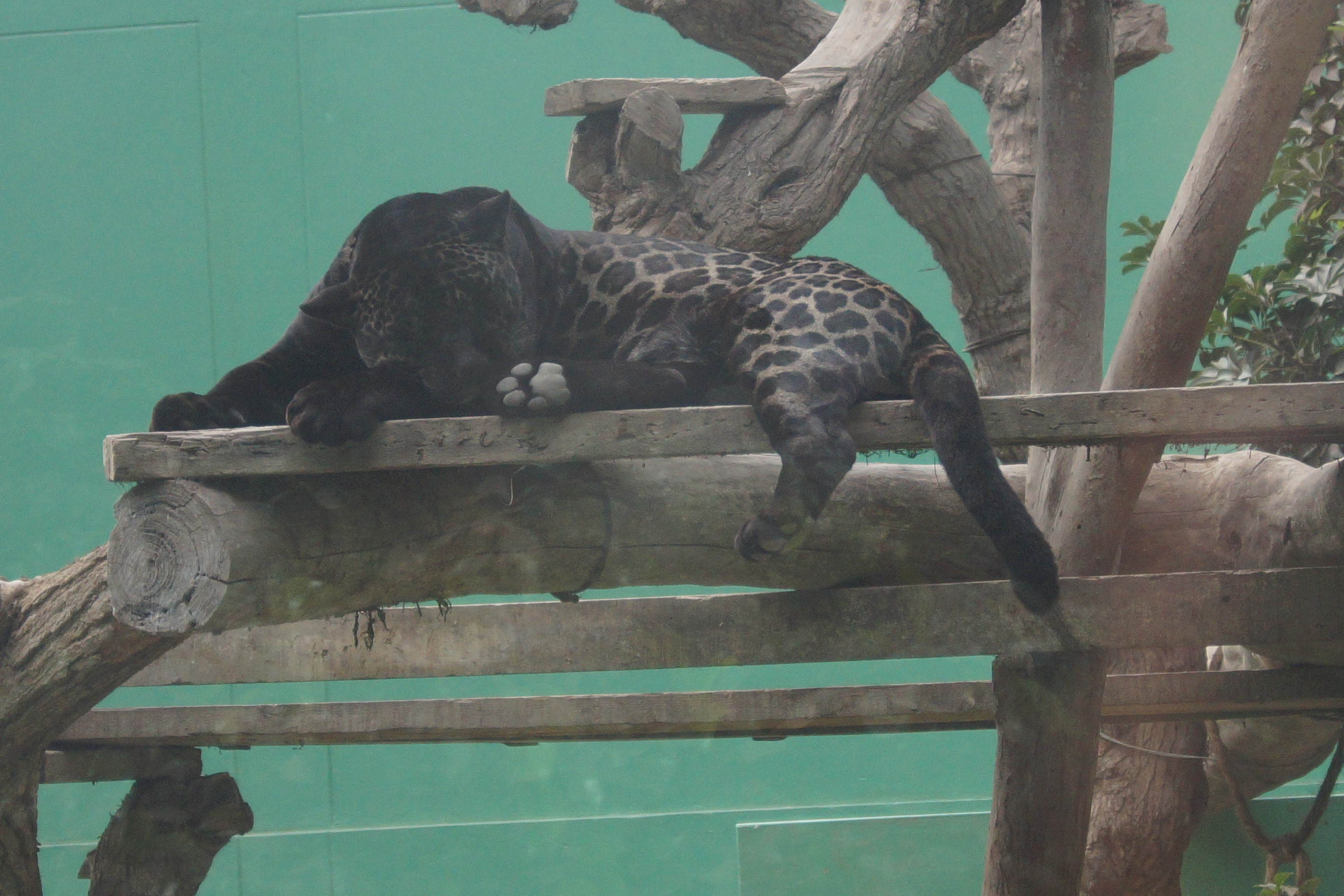
Jaguar negro

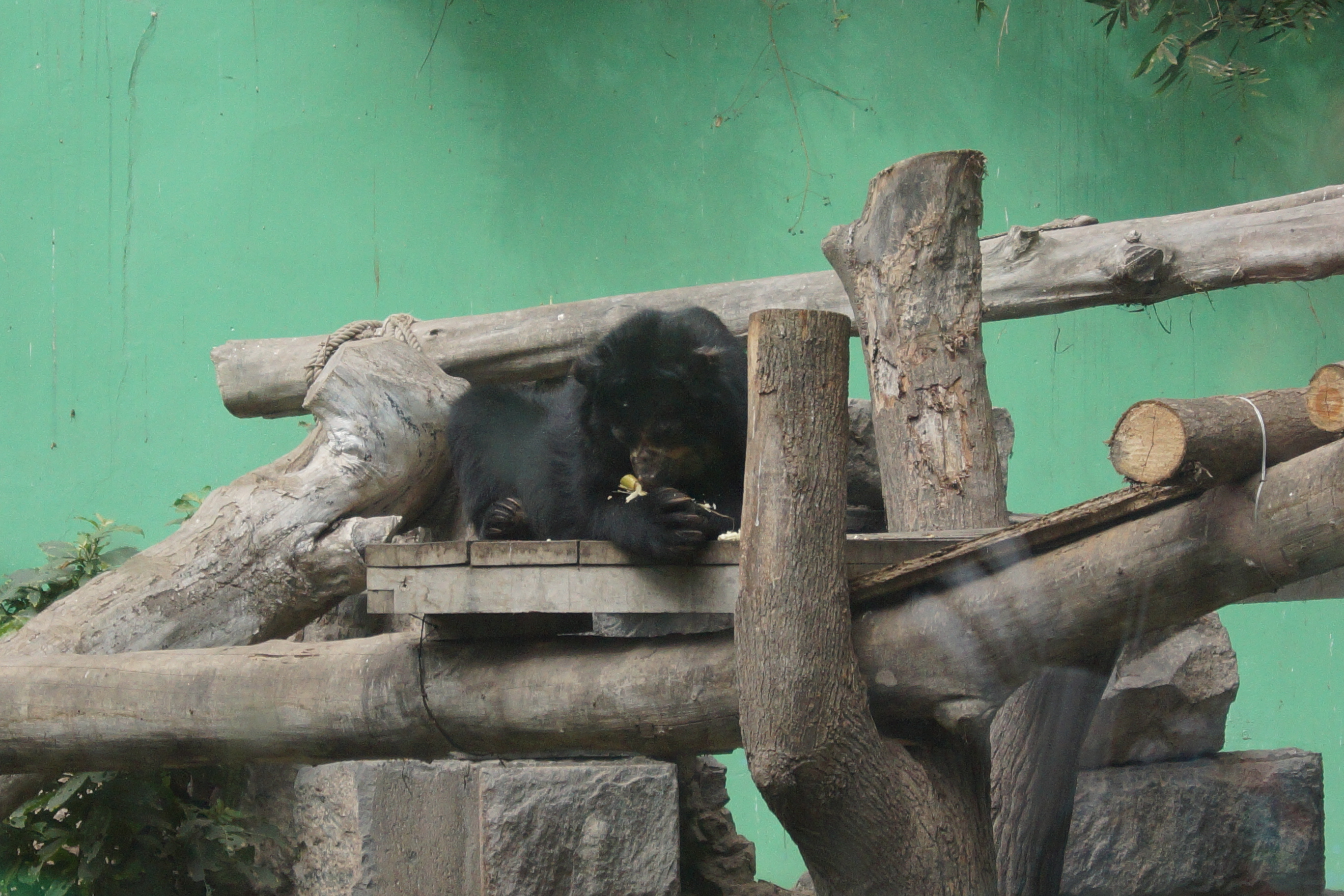
Oso de anteojos

Junto a la zona sierra, la zona selva es la mejor recreada del parque, además de ser la que más especies posee y ser la segunda más grande, después de la zona internacional y delante de la zona costa. Esta parte del parque es tan grande y posee tantas especies que se divide entre selva alta y selva baja.
La zona selva alta exhibe animales de esta región natural como osos de anteojos, pacaranas, tucanetas, etc. Es relativamente más pequeña que la zona de selva baja y es la primera de las dos, pues se encuentra antes que la selva baja, justo al costado del final de la zona sierra, así consiguiendo un recorrido geográfico natural. Se diferencia de la selva baja por carecer de cuerpos de agua grande, pero esta división es algo subjetiva y si no se posee un buen ojo, es difícil notar la diferencia si no te fijas en los cuerpos de agua.
La zona de selva baja es más grande y se encuentra al final de la zona selva, se caracteriza por poseer lagos y ríos a lo largo del recorrido y porque la mayoría de hábitats tienen lugares con agua, como los de tapires, monos, coatíes, nutrias gigantes, etc. La zona inicia en el hábitat de las nutrias gigantes y el hábitat de los capibaras, continua con una exhibición múltiple llamada "El Túnel de los Primates", donde se presentan muchas especies de monos neotropicales y sigue con varias islas y otras exhibiciones. En esta zona se puede observar 3 islas de monos y una isla principal accesible a pie, en donde se puede comprar alimentos, tomar fotos, observar las distintas especies alrededor y, de vez en cuando, participar en charlas educacionales o shows con animales.
Normalmente, se agrupa a la zona de psitácidas dentro de la zona de selva baja, pero ya que esta zona posee muchas especies, se separará para mayor orden.
A nivel general, se encuentran las especies pertenecientes a la amazonía peruana, como las siguientes:
| - Ocelote - Tigrillo - Margay - Buitre real - Oso de anteojos - Oso hormiguero gigante - Tití pigmeo - Tití emperador - Perezoso de dos dedos - Tucaneta crespa - Tucán Cuvier - Tucán de pecho gris - Pacarana - Uacarí calvo - Grisón - Jaguar naranja - Jaguar negro - Coatí cola anillada | - Nutria gigante - Mono ardilla - Mono huapo negro - Mono aullador rojo - Iguana verde - Jabirú americano - Mono choro común - Mono choro de cola amarilla - Mono tocón - Mono nocturno - Capibara - Tapir amazónico - Mono araña común - Mono araña negro - Mono machín negro - Mono machín de frente blanca | - Agutí centroamericano - Tortuga lagarto - Pez koi japonés - Búho de anteojos - Gavilán cangrejero - Paujil - Trompetero - Guacharaca moteada - Halcón peregrino - Halcón perdiguero - Pava de monte - Anaconda verde - Sajino de collar - Venado rojo - Tití marrón de Spix - Tortuga motelo de patas amarillas - Tortuga de río de manchas amarillas - Tortuga de orejas rojas |

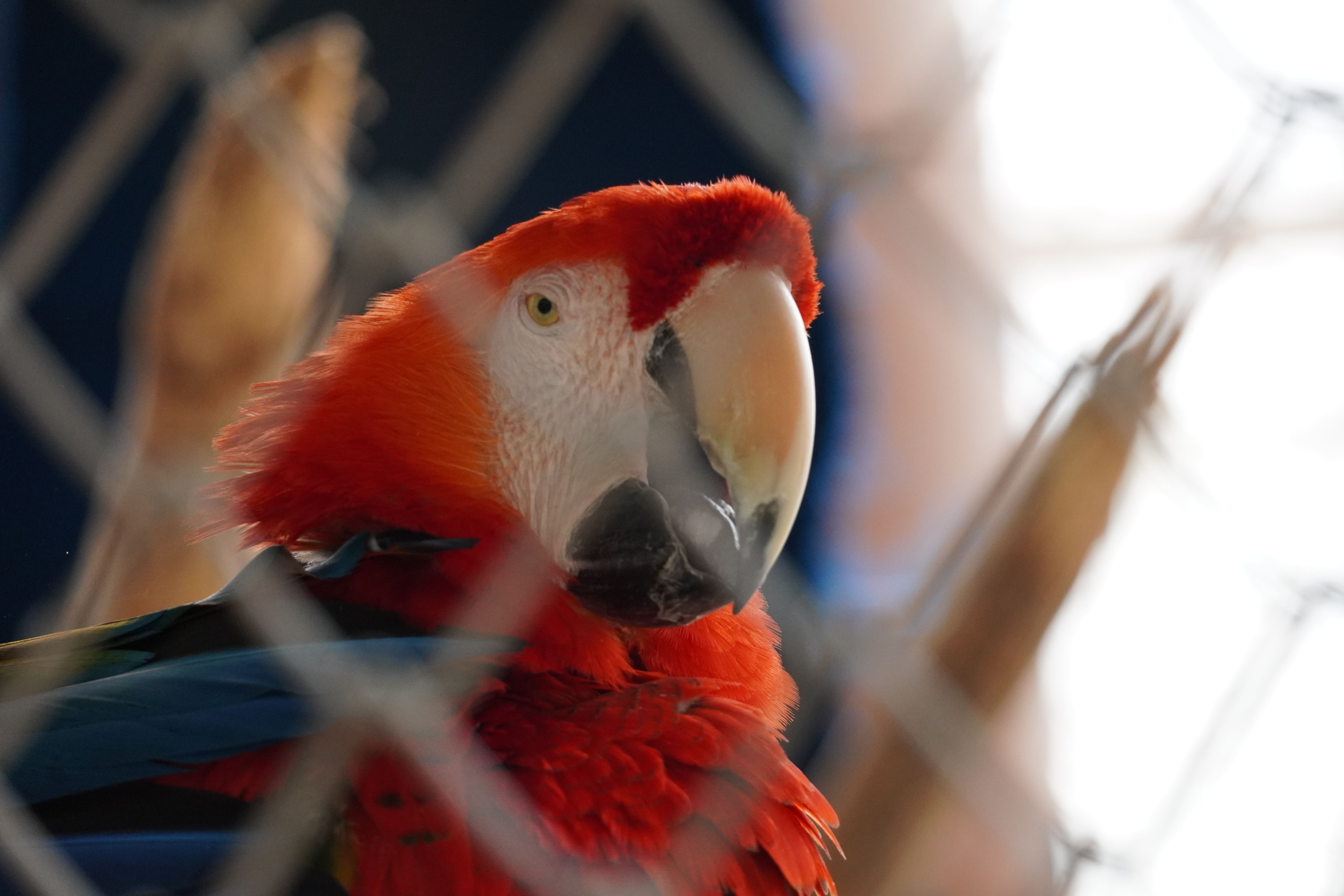
Guacamayo macao - Parque de las Leyendas

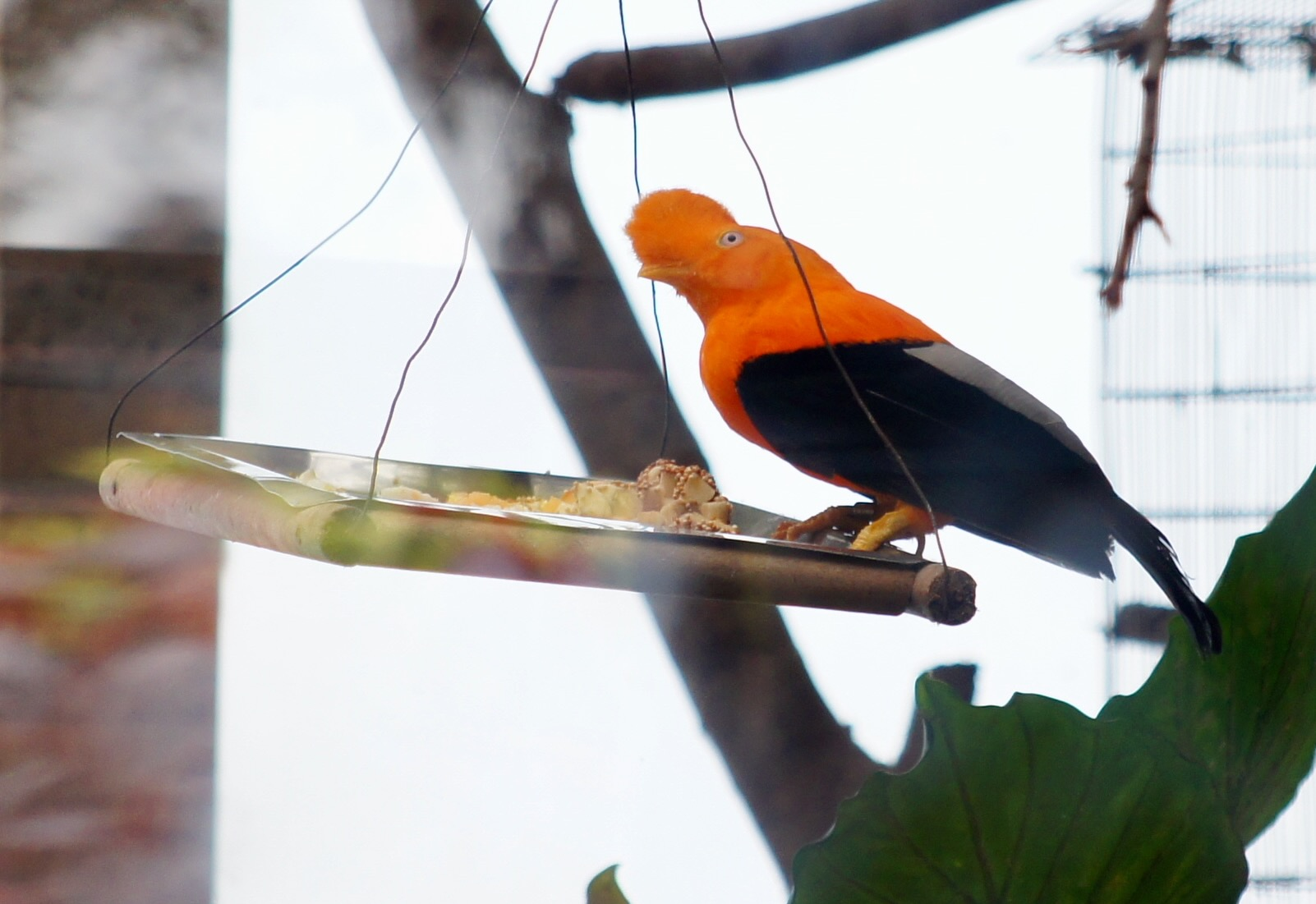
Gallito de las Rocas - Macho

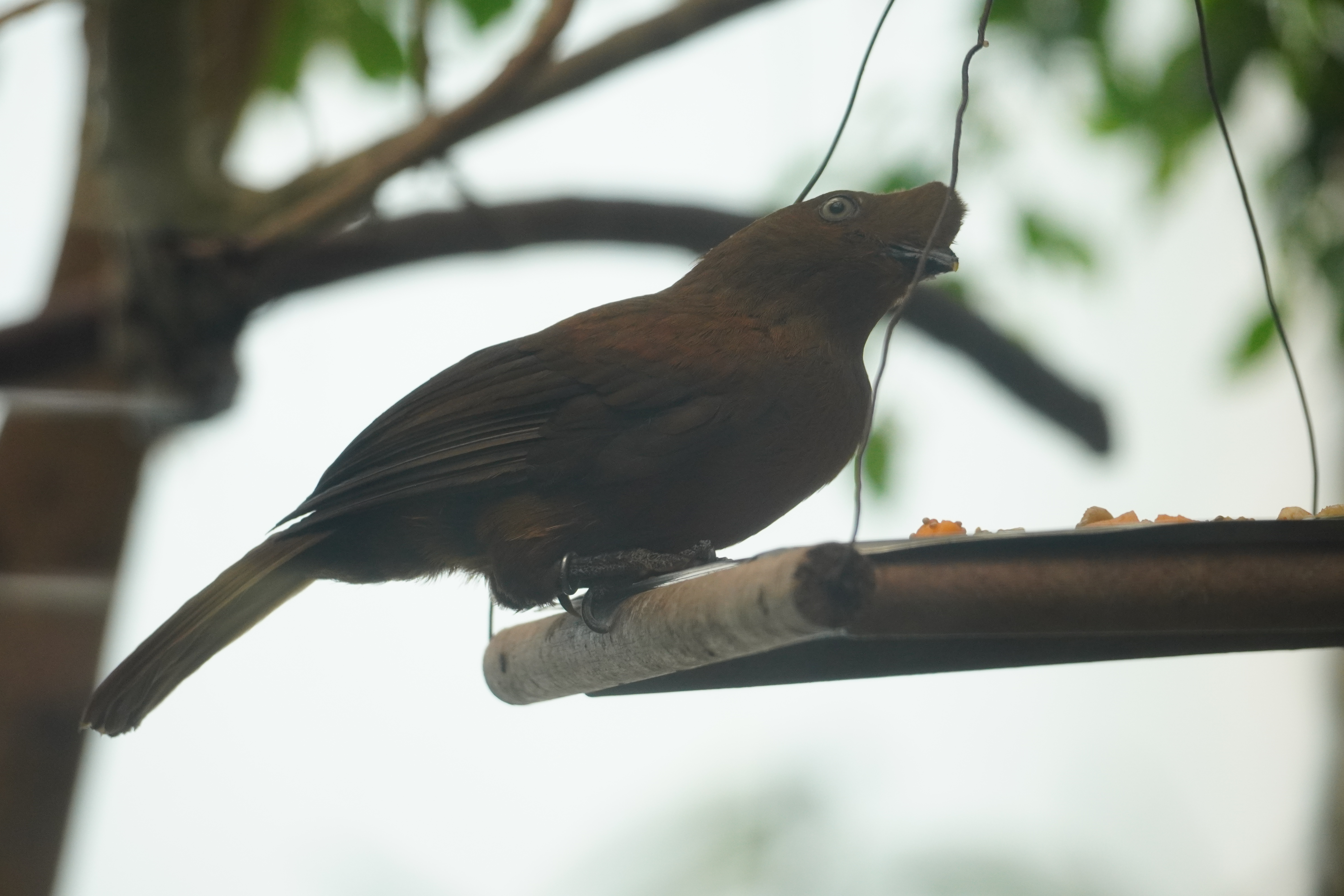
Gallito de las Rocas Hembra

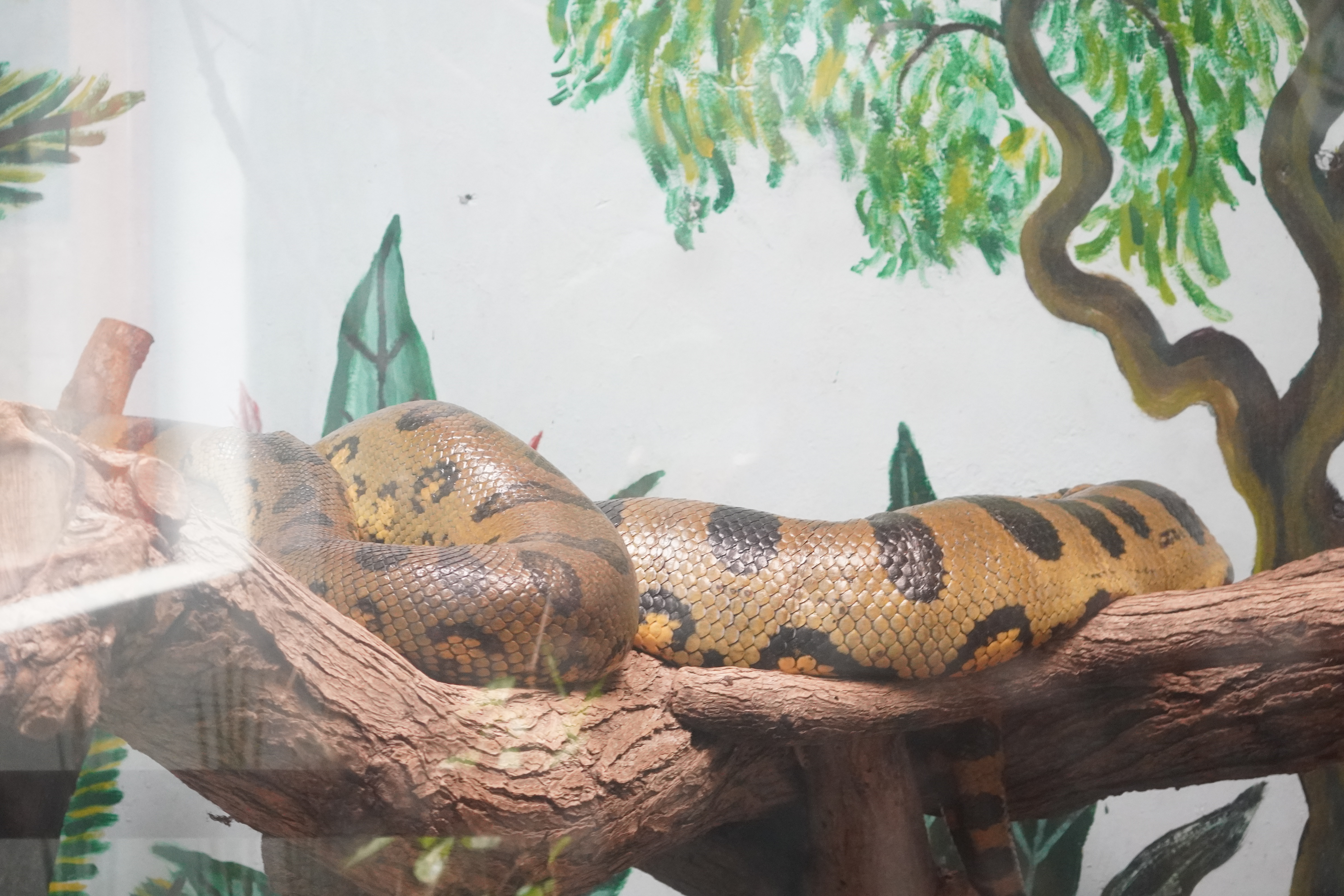
Anaconda Verde - Parque de las Leyendas

```
- Parque de las Leyendas]]
```

#### Zona de psitácidas
Es una pequeña área dentro de la zona de selva baja, en dónde se exhiben las distintas especies de psitácidas que habitan el Perú, se divide en 5 áreas, la zona de guacamayos, la zona de loros, el hábitat de la anaconda, el hábitat de los tangaras y la exhibición de los gallitos de las rocas, estas tres últimas no representando especies de psitácidas, pero igualmente siendo parte de la zona por su cercanía y recorrido.
Las especies en exhibición son:
- Guacamayo azul y amarillo
- Guacamayo militar
- Guacamayo escarlata
- Guacamayo rojo
- Guacamayo severo
- Guacamayo de cabeza azul
- Loro cabeciazul
- Loro ojiblanco
- Loro máscara roja
- Loro de nuca amarilla
- Amazona farinosa
- Amazona ochrocephala
- Amazona amazonica
- Amazona de lomo rojo
- Pihuicho de alas amarillas
- Pionites cabeza amarilla
- Pionites cabeza negra
- Loro negro
- Loro cabeza negra
- Loro frente roja
- Perico pintado
- Tángara de palmera
- Fruterito de buche naranja
- Tángara de cabeza azul
- Tángara azulado
- Tángara verdeazul
- Gallito de las rocas
- Anaconda verde

#### Tutay Fauna
Tutay Fauna es una pequeña zona a la derecha de la huaca San Miguel, aquí se encuentran animales de hábitos nocturnos y temporalmente una cría de oso de anteojos.

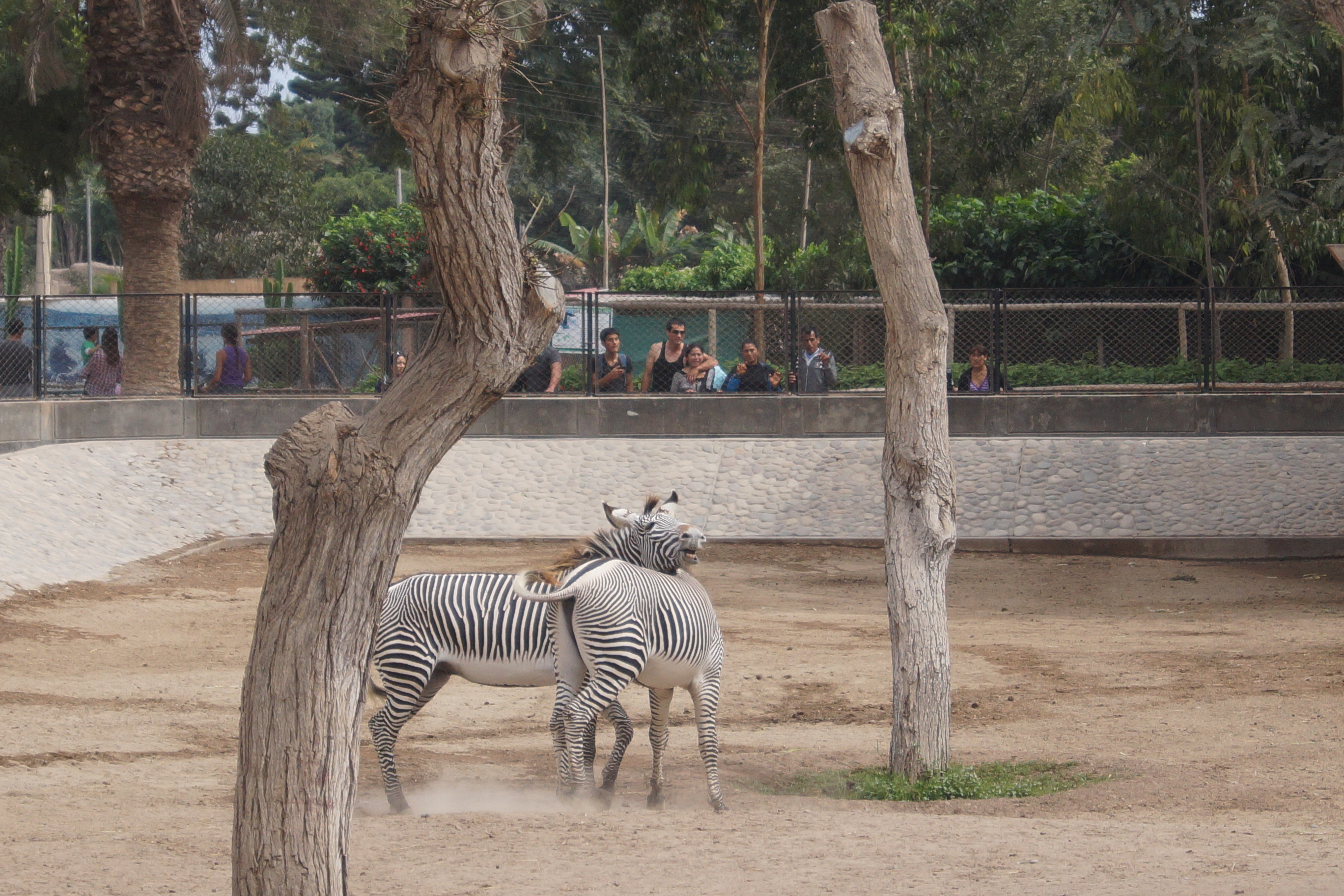
Cebras de Grevy

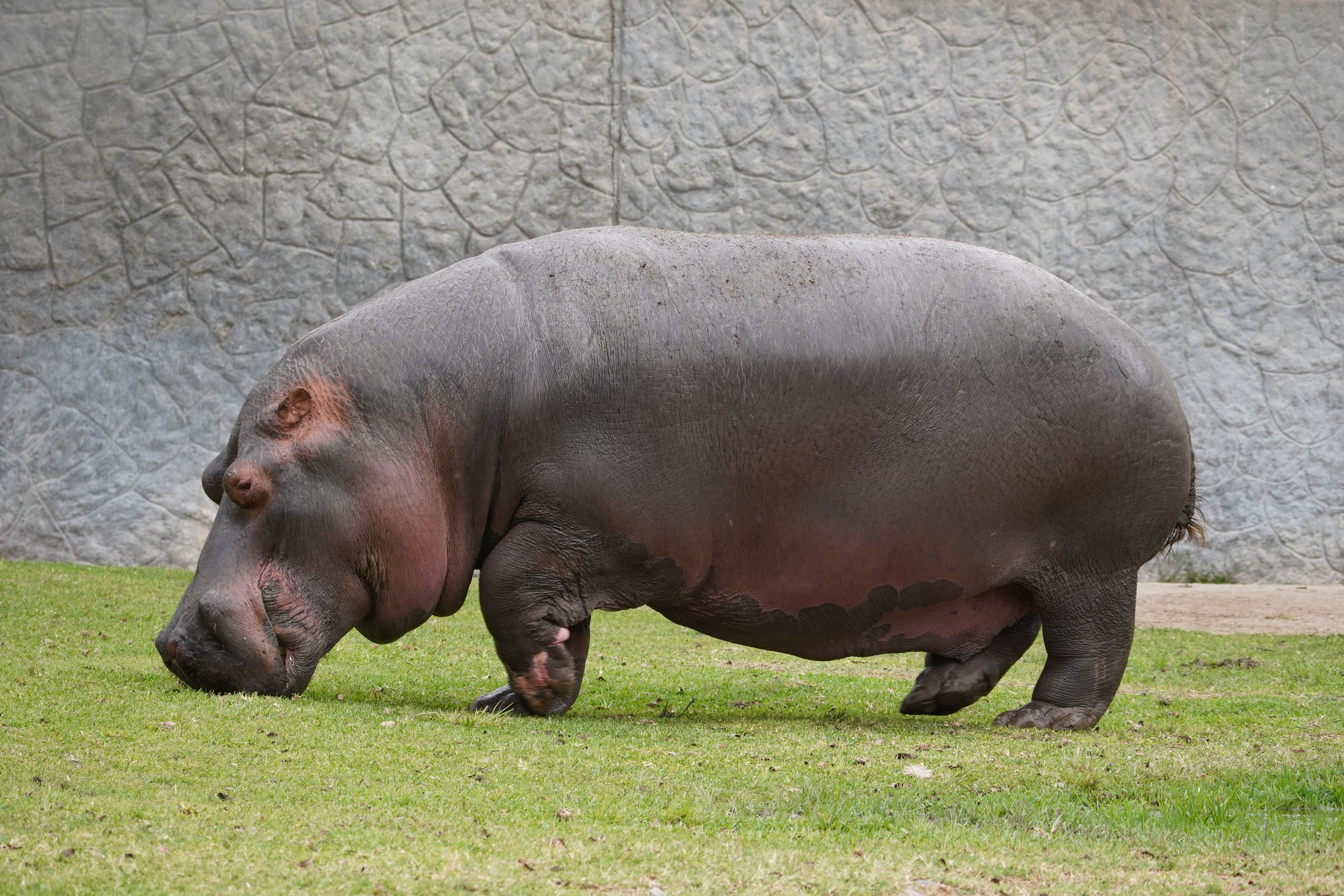
Hipopótamo - Parque de las Leyendas

- Kinkajú
- Pacarana
- Armadillo andino

### Zona internacional
Esta es la parte más antigua del parque y la menos ambientada, es una zona en donde se encuentran animales de todo el mundo, incluyendo el Perú, pero actualmente solo representa 3 continentes, África, Asia y Oceanía. Ha sufrido muchos cambios a lo largo de la historia del parque, pues inició con precarias jaulas de pocos metros cuadrados con suelo de cemento y rejas, más similar a una cárcel que a las nuevas instalaciones que intentan emular el hábitat natural de cada especie.

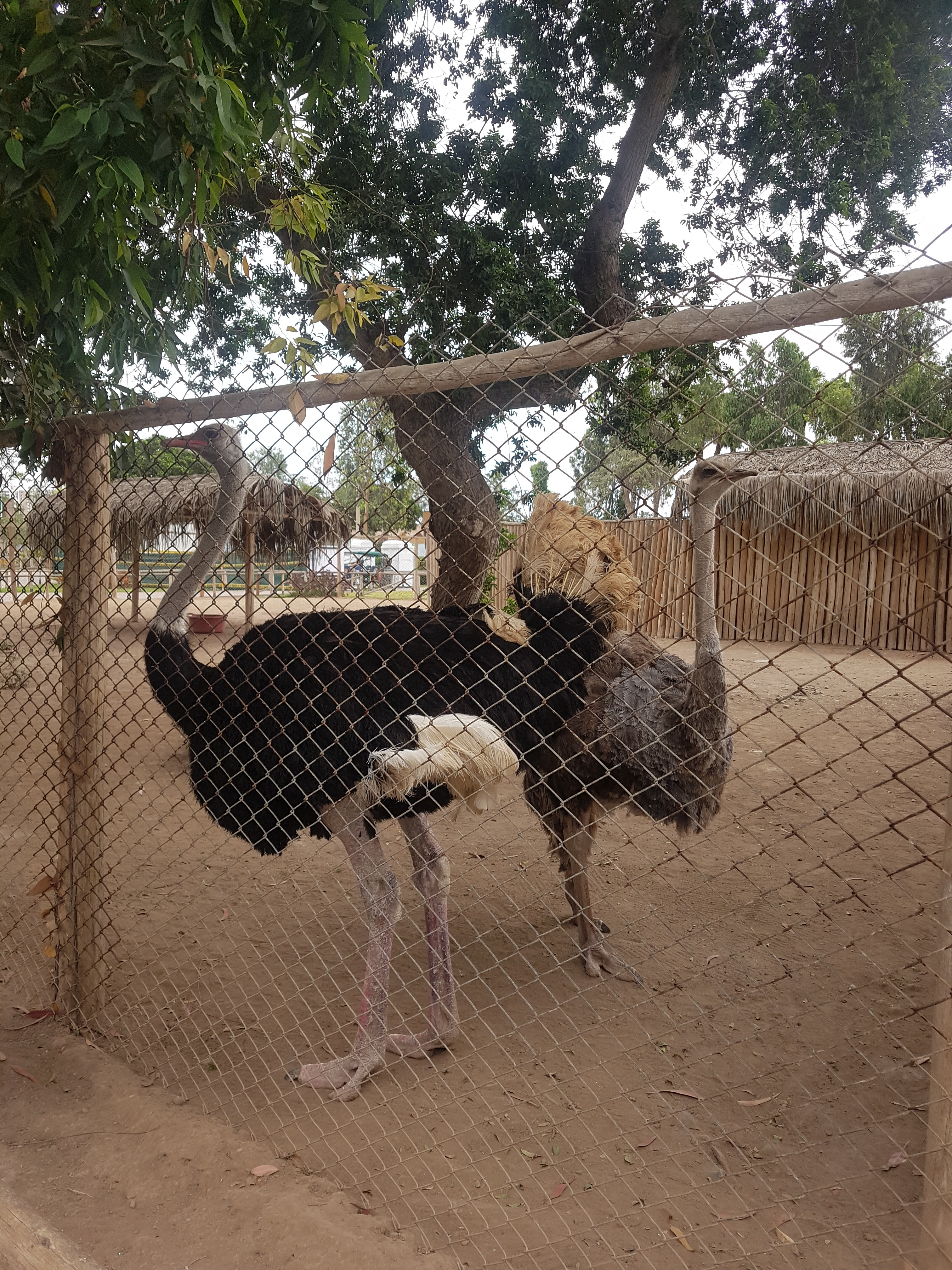
Avestruz

Es la zona más grande del parque, y aquí se encuentran las especies más grandes y famosas, tales como jirafas, búfalos de agua, camellos, cebras, canguros y otras estrellas del zoológico. Aunque actualmente tiene una gran variedad de especies, ha ido perdiendo muchas a lo largo de los años, como la recordada Mery, un elefante asiático que habitaba el zoológico en los 90´s, o Carla, la última chimpancé del Perú, junto a estas dos antiguas inquilinas del parque, se perdieron especies como el oso pardo europeo, mandril, macaco, puercoespín africano, oso negro americano, mapache sudamericano, entre otras.
En esta zona existen cuatro baños, aproximadamente 5 tiendas y dos museos, uno de los cuales, el llamado "Museo Kalinowski" está dedicado a la taxidermia y la zoología, de hecho, en este museo yace el esqueleto de Mery, exhibido al igual que el difunto ejemplar de oso grizzly y otros antiguos habitantes del parque.
Pero la parte más llamativa de esta zona es la del felinario, un lugar donde se exhiben los grandes félidos, contando con 3 de las 5 especies de panteras que existen en el mundo. Aunque para mayor orden en el artículo, se separará al felinario de la zona internacional. Las especies que ahora se encuentran en la zona internacional son:
| - Cacatúa de las Molucas - Emú - Canguro rojo - Cisne negro - Pavo real - Cisne blanco - Búfalo de agua - Ñandú - Nutria - Suricato - Zorro costeño - Tortuga motelo de patas negras | - Tortuga motelo de patas amarillas - Dromedario - Jirafa - Avestruz - Cebra de Grevy - Cebra de Grant - Hipopótamo común - Camello bactriano - Rinoceronte indio - Papion sagrado |

#### Felinario

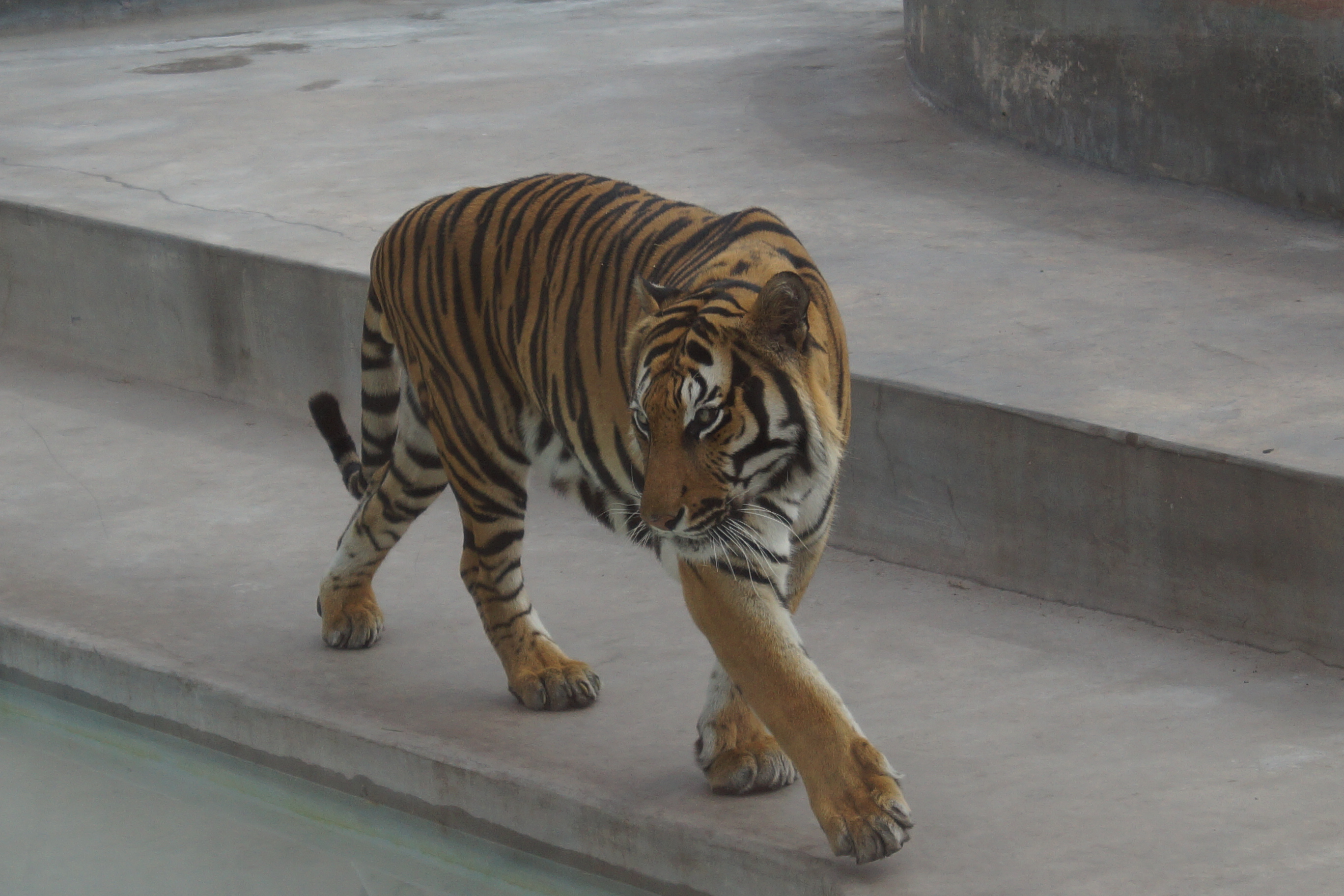
Tigre de Bengala

Esta parte del zoológico se creó a causa de la precaria situación en la que se encontraban los grandes félidos del parque, pues antes se los mantenían en jaulas estériles y muy pequeñas. Pero ahora, la situación es distinta, no alcanza los niveles de los zoológicos de primer mundo, pero los hábitats son de tamaño decente y a menudo se les coloca uno que otro enriquecimiento ambiental para estimularlos.

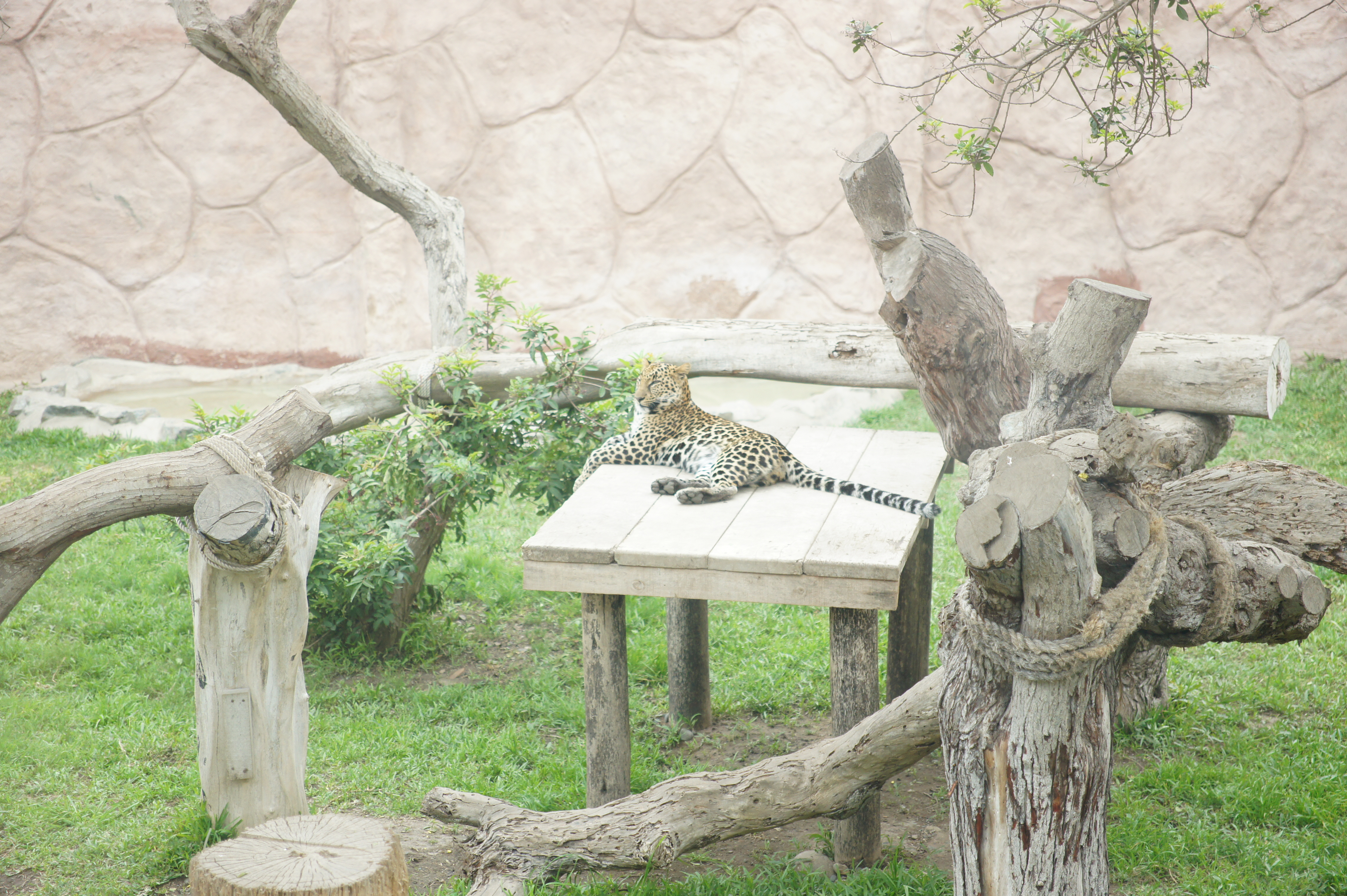
Leopardo Africano

Fue inaugurado en octubre del 2010, y desde su creación, se ha reestructurado varias veces a medida que iban y venían distintos ejemplares, su último cambio fue el dividir el hábitat de los jaguares en dos, el lado inicial para los leones blancos y el otro para los leopardos.
No solo se encuentran 4 de las 5 especies del género Panthera, sino que también exhibe dos especies de pequeños felinos americanos.
| - Tigre blanco - León africano - León blanco - Leopardo africano - Tigre de Bengala - Tigrillo - Jaguarundi |

#### Herpetario
El herpetario es la parte más nueva de la zona internacional, se encuentra al lado del "Museo Kalinowski", y posee especies del grupo Lepidosauromorpha y Testudines. De vez en cuando se practican shows de concientización con especies como boas o serpientes pequeñas.

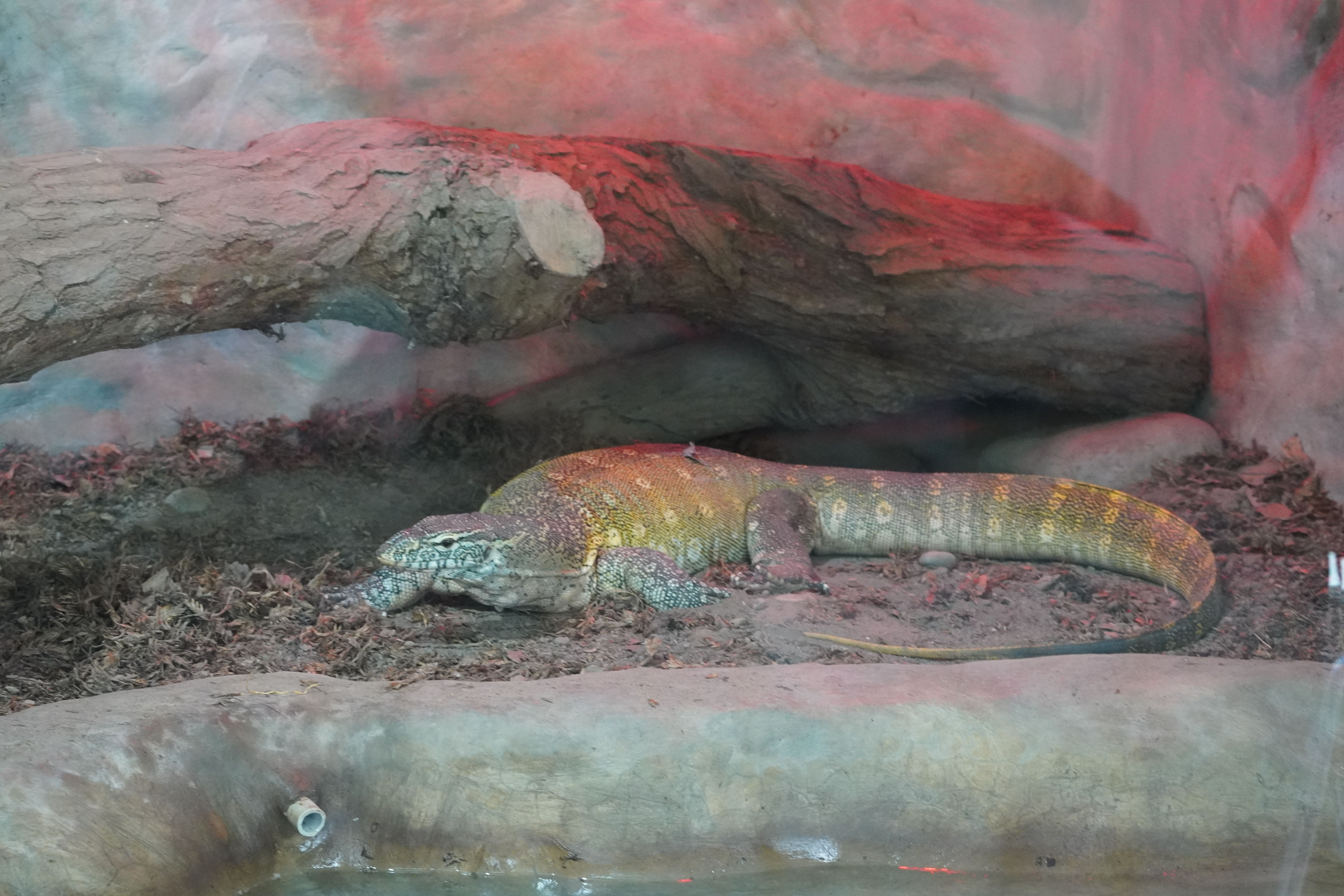
Varano del Nilo

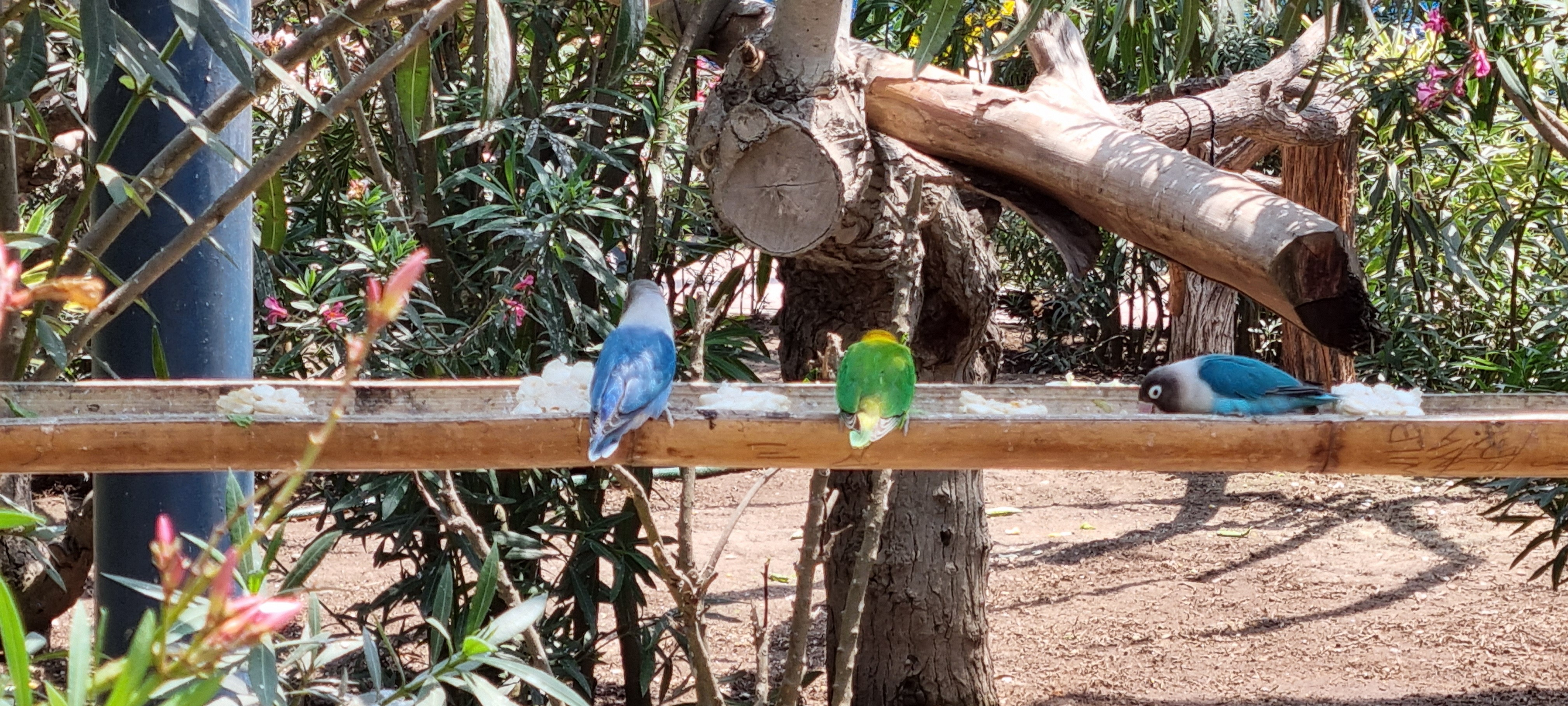
Agapornis personata alimentándose de maíz

| - Pitón bola - Tortuga de las Galápagos - Pitón birmana - Boa arcoíris - Boa de árbol - Boa macanche - Boa constrictor de cola roja - Serpiente verde - Serpiente coral falsa - Serpiente del maizal - Culebra de costa - Varano del Nilo - Tortuga caparazón blando - Escinco de lengua azul - Gecko leopardo - Dragón barbudo - Gecko de Lima - Gecko de punta de hoja - Iguana verde |

#### Aviario

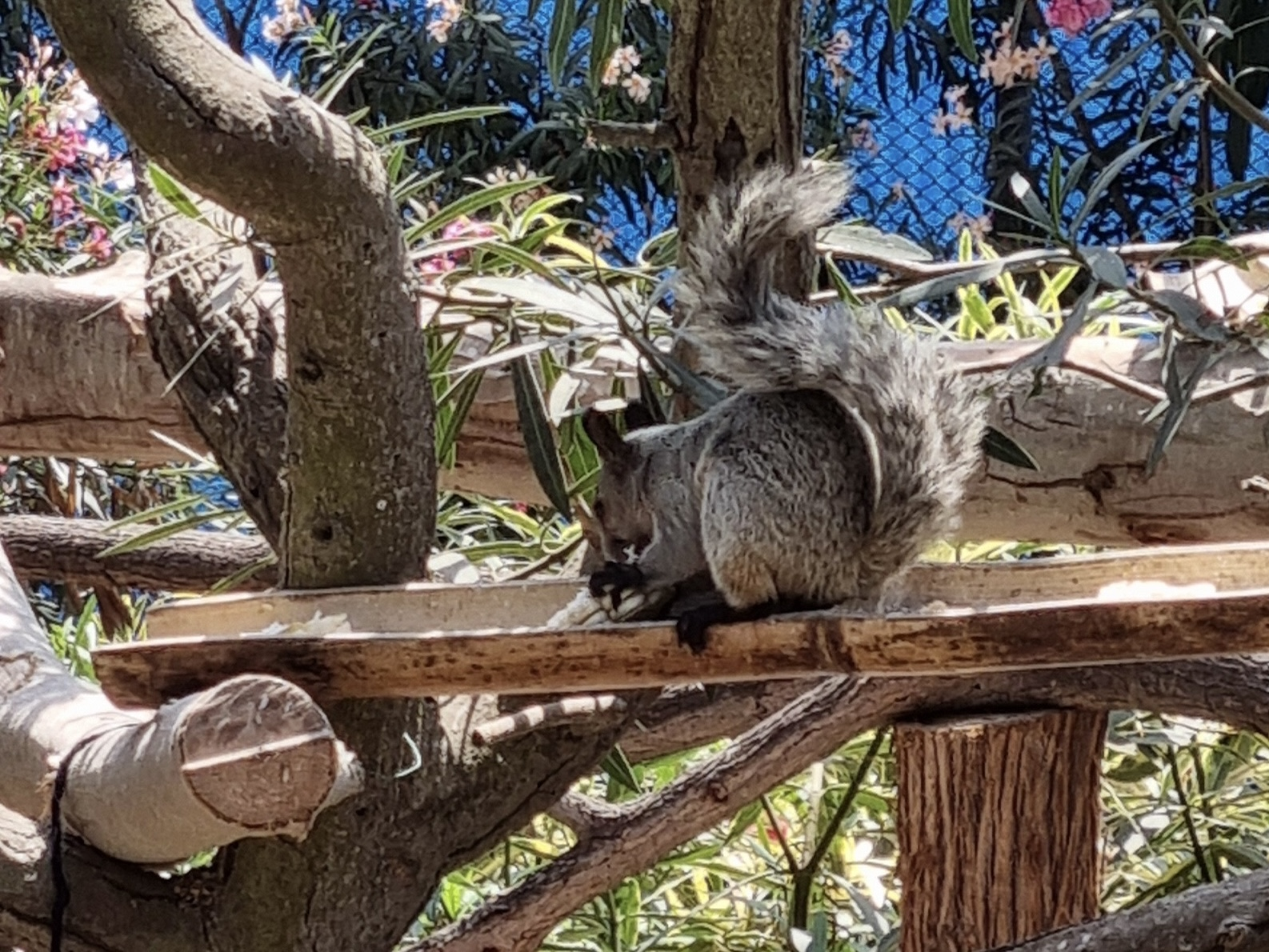
Una ardilla Nuca Blanca alimentándose de maíz

Esta pequeña sección del parque se encuentra en el centro de la parte australiana de la zona internacional; antes ha sido cerrado por 3 años, debido por el virus comúnmente conocido COVID 19 por razones de seguridad, pero la gripe aviaria también ocurrió, cerrando por un 3 años adicionales, por la misma razón. Pero después de 6 años en total, ha sido abierto una vez más para el público. Está dedicada a las aves del mundo courtnormalmente son aves ornamentales como pavos reales, patos mandarines, faisanes, entre otros, aquí la lista de aves:
| - Periquito australiano - Agapornis de Namibia - Agapornis personata - Cacatúa ninfa - Paloma doméstica - Paloma abanico - Paloma capuchina - Perdiz californiana - Faisán común - Faisán plateado - Faisán dorado | - Pavo real - Diamante cebra - Perdiz Rulrul - Pato mandarín - Cotorra de Kramer - Canario - tórtola turca - Capuchino culiblanco - Rosella roja - Gallina de Guinea |

### Granja interactiva
Esta zona es más una mini granja donde se encuentran animales domésticos, también está un huerto donde se saca el alimento para los animales y puedes comprar alfalfa para darle de comer a las ovejas y cabras. Hay una pequeña zona donde se puede interactuar con cuyes y conejos. Aquí se encuentran especies como:

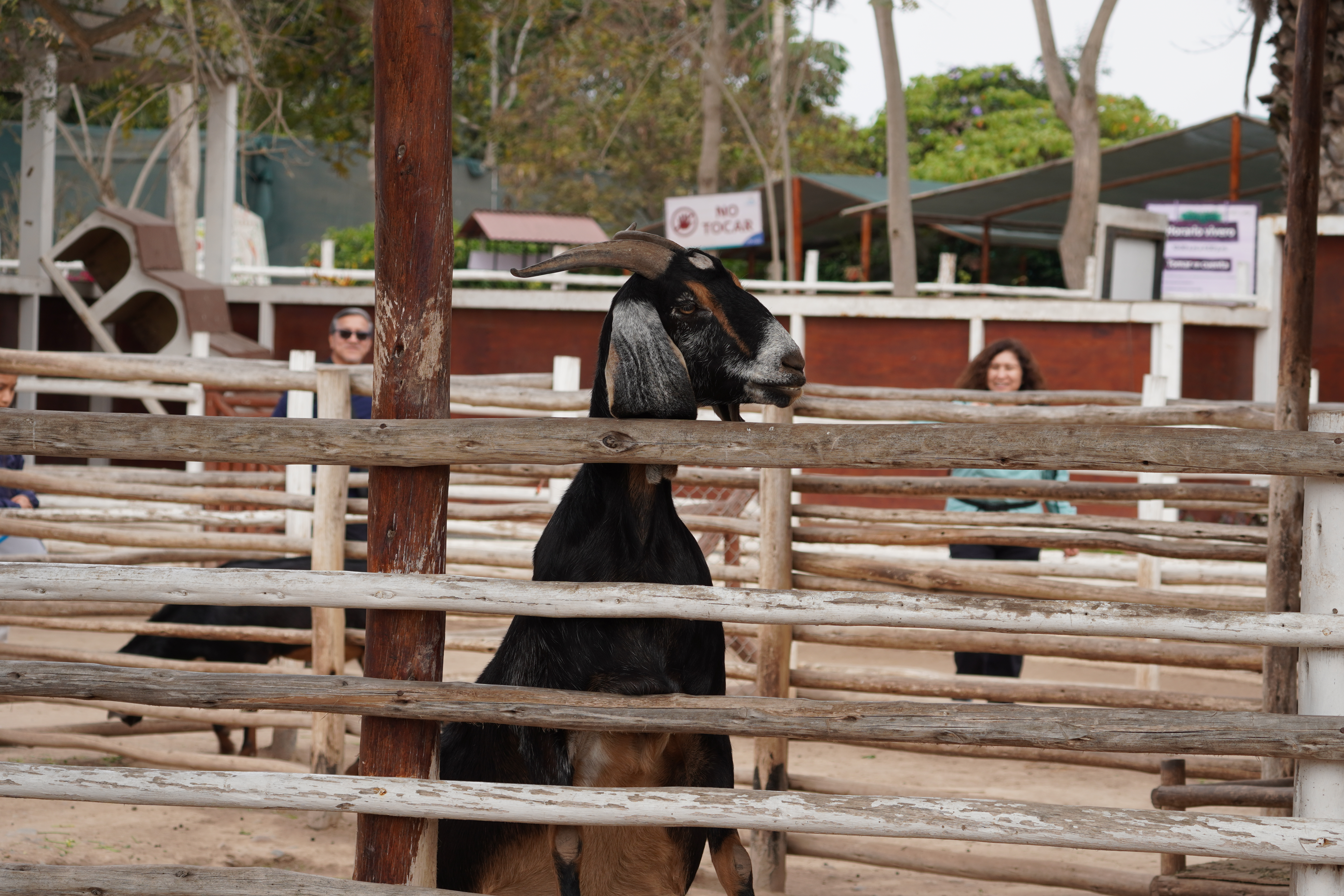
Cabra de Juan Fernández

| - Gallo - Gallina - Cerdo - Conejo doméstico - Cuy doméstico - Oveja de Somalia - Oveja doméstica | - Alpaca - Llama - Burro - Vaca Holstein - Pato de cabeza verde - Cabra anglonubiana - Cabra de Juan Fernández |

## Especies perdidas - Sede San Miguel
Este antiguo zoológico ha preservado varias especies de animales en toda su historia y muchos de ellos ya no se encuentran en el parque, entre estas especies están:
| - Elefante asiático - Zorro plateado - Puercoespín africano - Oso pardo europeo - Oso negro americano - Mandril - Mara patagónica - Huangana - Mono verde - Mapache Sudamericano - Chinchilla de cola larga | - Majaz - Armadillo de nueve bandas - Lechuza común - Mochuelo de madriguera - Chimpancé - Elefante marino - Muflón - Canguro gris oriental - Macaco rhesus - Cuervo de pantano |

## En el futuro

### Nuevas especies - Sede San Miguel
| #  | Nombre                 | Traido en Pais                                      | Numeros | Subcontinente     | Año  | Zona          |
| -- | ---------------------- | --------------------------------------------------- | ------- | ----------------- | ---- | ------------- |
| 1  | Elefante asiático      |                                                     | 1       | Asia              | 2025 | Internacional |
| 2  | Gorila                 | Cheyenne Mountain Zoo en Estados Unidos             | 1       | África            | 2025 | Internacional |
| 3  | Lemur de cola anillada | Africam Safari en México                            | 4       | África            | 2025 | Internacional |
| 4  | Guacamayo jacinto      | Jardin Botanico y Zoológico de Asunción en Paraguay | 2       | América del sur   | 2026 | Aviario       |
| 5  | Panda gigante          | China                                               | 2       | Asia              | 2026 | Internacional |
| 6  | Okapi                  | Zoológico de Leon en Mexico                         | 1       | África            | 2027 | Internacional |
| 7  | Orangutan              | Zoológico Guadalajara en Mexico                     | 1       | Asia              | 2027 | Internacional |
| 8  | Koala                  | Zoológico de Río Grande en Estados Unidos           | 2       | Oceania           | 2028 | Internacional |
| 9  | Oso polar              | Alaska en Estados Unidos                            | 2       | América del Norte | 2028 | Internacional |
| 10 | Leopardo de las nieves | Buin Zoo en Chile                                   | 1       | Asia              | 2029 | Felinario     |
| 11 | Panda rojo             | Africam Safari en México                            | 1       | Asia              | 2029 | Internacional |
| 12 | Pingüino rey           | Chile                                               | 6       | América del sur   | 2029 | Costa         |
| 13 | Manatí amazónico       | Perú                                                | 1       | América del sur   | 2030 | Selva         |

### Nuevas especies - Sede Huachipa
| # | Nombre               | Traido en Pais           | Numeros | Subcontinente   | Año  | Zona          |
| - | -------------------- | ------------------------ | ------- | --------------- | ---- | ------------- |
| 1 | Chimpancé            | Africam Safari en México | 2       | África          | 2025 | Internacional |
| 2 | Oso pardo europeo    | Circo en Rusia           | 2       | Asia            | 2026 | Internacional |
| 3 | Mandril              | Africam Safari en México | 2       | África          | 2026 | Internacional |
| 4 | Puercoespín africano | Africam Safari en México | 2       | África          | 2027 | Internacional |
| 5 | jabalí europeo       | Africam Safari en México | 1       | Asia            | 2027 | Internacional |
| 6 | Rinoceronte blanco   | Buin Zoo en Chile        | 1       | África          | 2027 | Internacional |
| 7 | Gamo                 | Perú                     | 2       | América del Sur | 2028 | Internacional |